# スカンジナビア航空
スカンジナビア航空（スカンジナビアこうくう、Scandinavian Airlines System, SAS）は、デンマーク、スウェーデン、ノルウェーのスカンディナヴィア3カ国が共同で運航する航空会社で、本社はスウェーデンの首都ストックホルム。航空連合は2024年9月1日からスカイチーム。

## 概要
出資比率はスウェーデン4、デンマークとノルウェーがそれぞれ3の割合となっている。各国政府が自国出資比率の50%の株を保有し、事実上、三国共同のナショナル・フラッグキャリアとなっている。スウェーデンの首都・ストックホルムのアーランダ国際空港がアメリカに対する拠点、デンマークの首都・コペンハーゲンのコペンハーゲン国際空港がアジアに対する拠点となっている。また、ノルウェーを含むスカンジナビア半島は勿論、フィンランドやアイスランドなどのその他北欧諸国・バルト三国、ヨーロッパ、アフリカ、中東、アジア、北アメリカに幅広い旅客・貨物のネットワークを築いている。
近年は北欧、バルト三国の航空会社を次々傘下に入れ、SAS運航路線からの移管とコードシェア化が進む。2024年9月1日に航空連合「スカイチーム」に正式加盟し、今後は資本提携したエールフランス - KLMとの関係強化が進むと見られる。
航空券の座席予約システム（CRS）は、アマデウスITグループが運営するアマデウスを利用している。

## 歴史

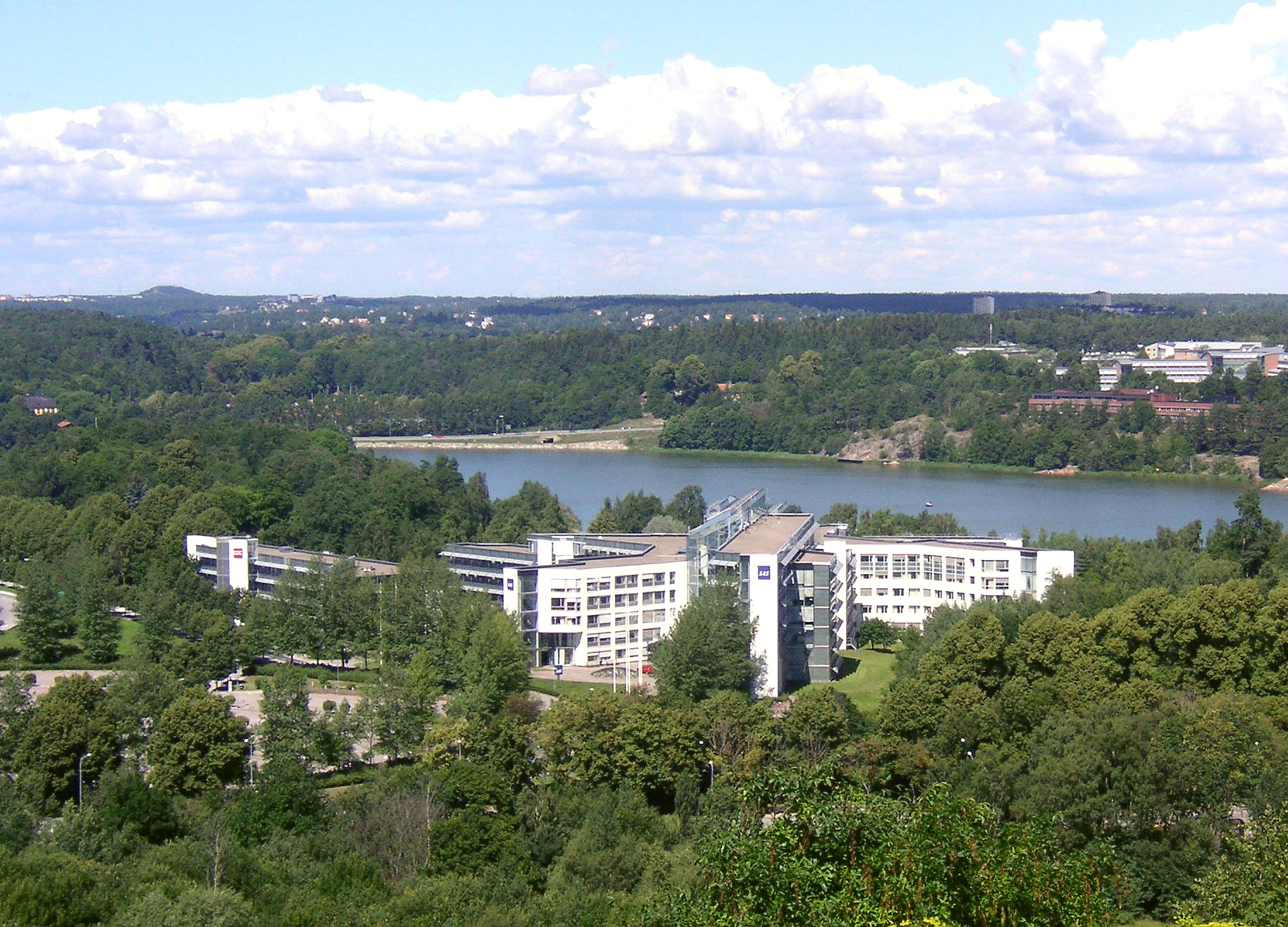
スカンジナビア航空の本部

- 1918年2月設立　DNL(Det Norske Luftfarsrederi)、ノルウェー
- 1918年10月設立　DDL(Det Danske Luftfarselskab)、デンマーク
- 1924年設立　ABA(AB Aerotransport)、スウェーデン

1940年6月に上記3社による合意がされるも、第二次世界大戦の勃発とその後のドイツ軍のノルウェーへの侵攻のために白紙となる。第二次世界大戦が終結した1945年に、スウェーデンでSILA(Svensk Interkontinental Lufttrafik AB)が設立されたこともあり、1946年7月31日の設立時にはスウェーデン政府が7分の3とノルウェー政府7分の2、デンマーク政府7分の2よりも多くなる。その後もスウェーデン政府が主導権を握り、デンマーク政府とノルウェー政府がそれに抵抗するという構図が続いており「スウェーデンのためにデンマークとノルウェーが飛ばす」などと揶揄されることもある。
1952年には、受領したばかりのダグラスDC-6Bの初号機でロサンゼルスからコペンハーゲンまで旅客機としては初めて北極圏を飛行し、1954年には世界初のポーラールートを飛ぶ定期便として同路線の運航を始めた。
1959年に、タイ政府とSASの合弁事業としてタイ国際航空を設立し、運航やサービスの基盤作りに協力するとともに機材の提供も行った。その後も両社の深い関係は、両社がスターアライアンスの設立メンバー（他にはユナイテッド航空とルフトハンザ航空、エアカナダとヴァリグブラジル航空）となり、コードシェア運航を行うことで現在も続いている。

1980年代のスカンジナビア航空のロゴ

1980年代にはヨーロッパやアメリカの航空規制緩和の影響を受けて経営状況が悪化するものの、政府からの様々な支援を受けて復活した。1996年に組織変更を行い、SASグループ傘下となったABAとSILAが合併し、SASスウェーデンになる。さらに、DDLはSASデンマーク、DNLはSASノルウェーとなる。
2019年4月26日から大規模なストライキが発生しており、およそ7割の便が欠航となった。このストライキで約28万人の乗客が影響を受けている。
2022年7月5日、パイロット組合との労使交渉決裂により連邦倒産法第11章の適用を申請し、再建を目指し運航継続するが、組合ストによる運航に影響が出る可能性があるとしている。破綻による事業再編で長距離機材を数機リース返却したことで運航機材A350はアジア、ニューアーク線限定運用となりニューアーク線以外の北米線はA330運用一部A320シリーズで運航している。
2023年10月、経営再建中のSASは再建スポンサーにエールフランス - KLM、デンマーク政府など4団体によるコンソーシアムを選定。コンソーシアムは11億7,500万ドルを投資、またエールフランス - KLMはSASの株式19.9%を買収する予定である。
これにより今まで加盟していたスターアライアンスを2024年8月31日をもって脱退、9月1日より新たにスカイチームに移籍する。SASはスターアライアンスの創立メンバーであり、同アライアンスの創立メンバーが脱退することは今回が初。

## 運航機材

### 保有機材
| 機材                     | 保有数 | 発注数 | 座席数  | 座席数  | 座席数  | 座席数  | 備考                                                                              |
| 機材                     | 保有数 | 発注数 | C       | PY      | Y       | 計      | 備考                                                                              |
| ------------------------ | ------ | ------ | ------- | ------- | ------- | ------- | --------------------------------------------------------------------------------- |
| エアバスA319-100         | 4      | -      | -       | -       | 150     | 150     |                                                                                   |
| エアバスA320-200         | 5      | -      | -       | -       | 168     | 168     |                                                                                   |
| エアバスA320neo          | 44     | 9      | -       | -       | 180     | 180     |                                                                                   |
| エアバスA320neo          | 32     | 9      | -       | -       | 180     | 180     | SASコネクトによる運用                                                             |
| エアバスA321LR           | 3      | -      | 22      | 12      | 123     | 157     |                                                                                   |
| エアバスA330-300         | 8      | -      | 32      | 56      | 174     | 262     |                                                                                   |
| エアバスA330-300         | 8      | -      | 32      | 56      | 178     | 266     |                                                                                   |
| エアバスA350-900         | 4      | 2      | 40      | 32      | 228     | 300     |                                                                                   |
| ATR 72-600               | 6      | 1      | -       | -       | 72      | 72      |                                                                                   |
| ボーイング737-700        | 1      | -      | MEDEVAC | MEDEVAC | MEDEVAC | MEDEVAC | 旅客運用からは退役 ロシアのウクライナ侵攻により 2022年からMEDEVAC専用機として運用 |
| ボンバルディア CRJ-900LR | 13     | 3      | -       | -       | 88      | 88      | シティジェットによる運航                                                          |
| ボンバルディア CRJ-900LR | 13     | 3      | -       | -       | 90      | 90      | シティジェットによる運航                                                          |
| エンブラエル E195        | 13     | 3      | -       | -       | 122     | 122     | SASリンクによる運用                                                               |
| エンブラエル E195-E2     | -      | 45     | 未定    | 未定    | 未定    | 未定    | 10機のオプション付き 2027年後半より導入予定                                       |
| 計                       | 133    | 63     |         |         |         |         |                                                                                   |

なお、同社が発注したボーイング製旅客機のカスタマーコード（顧客番号）は83で、航空機の形式名は767-383ER、737-883などとなる。
2023年11月19日をもって、同社のボーイング737-700が退役されることが発表。737-700の最終便はストックホルム発オスロ行きであり、特別に"737便"として運航される。使用するのはLN-RRB (Dag Viking)が使われる。

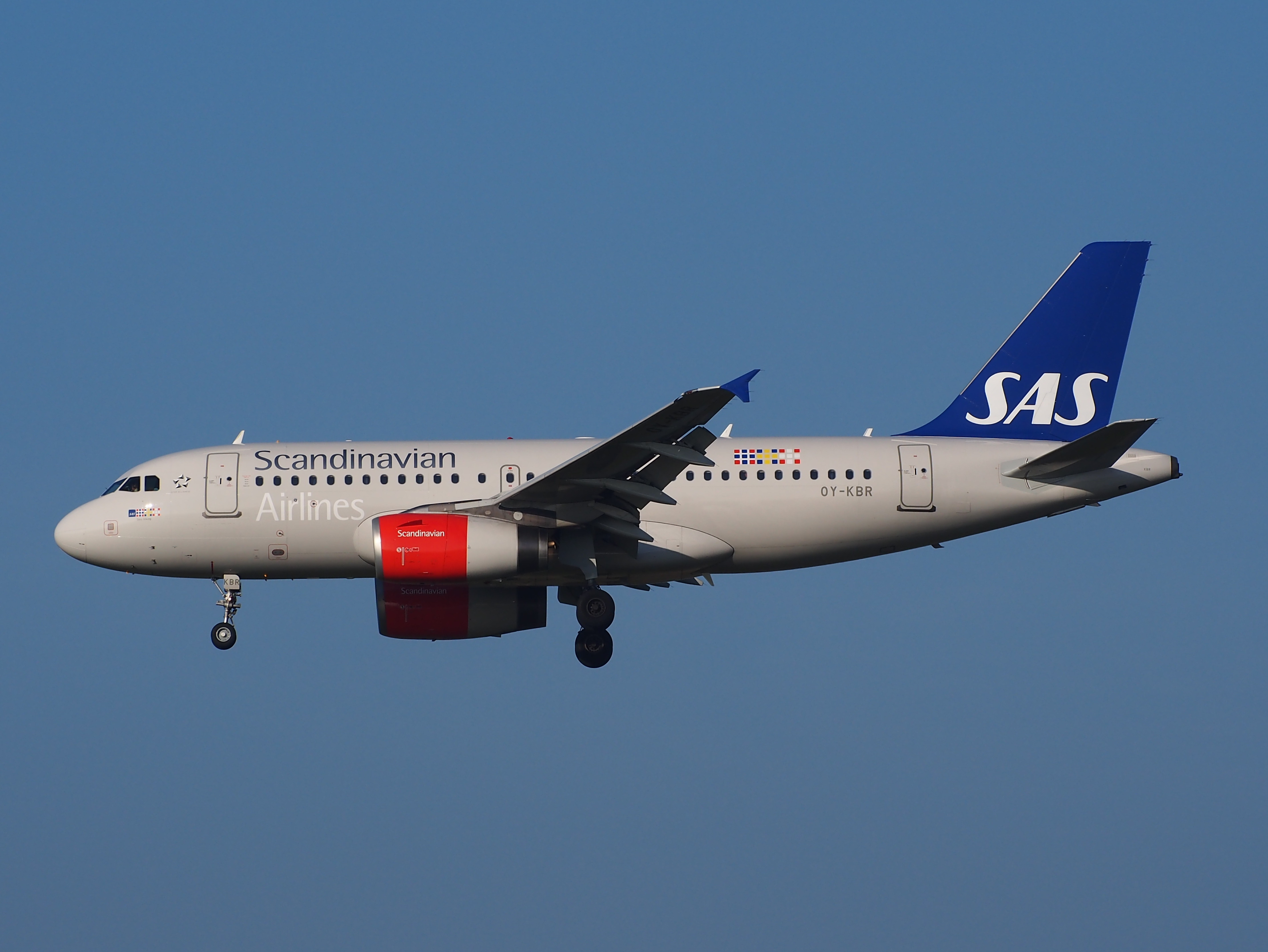
エアバスA319-100
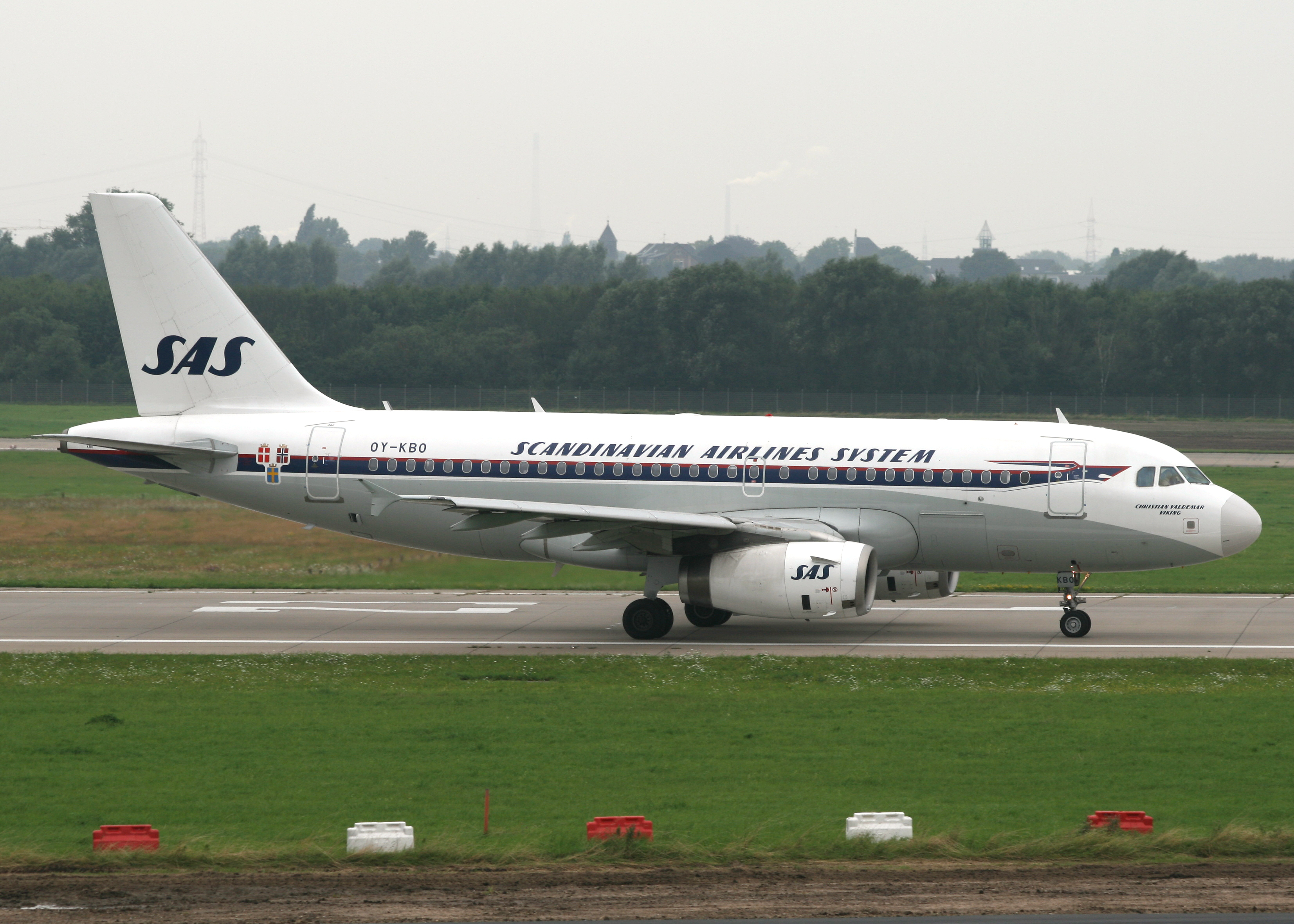
エアバスA319-100（レトロ塗装）
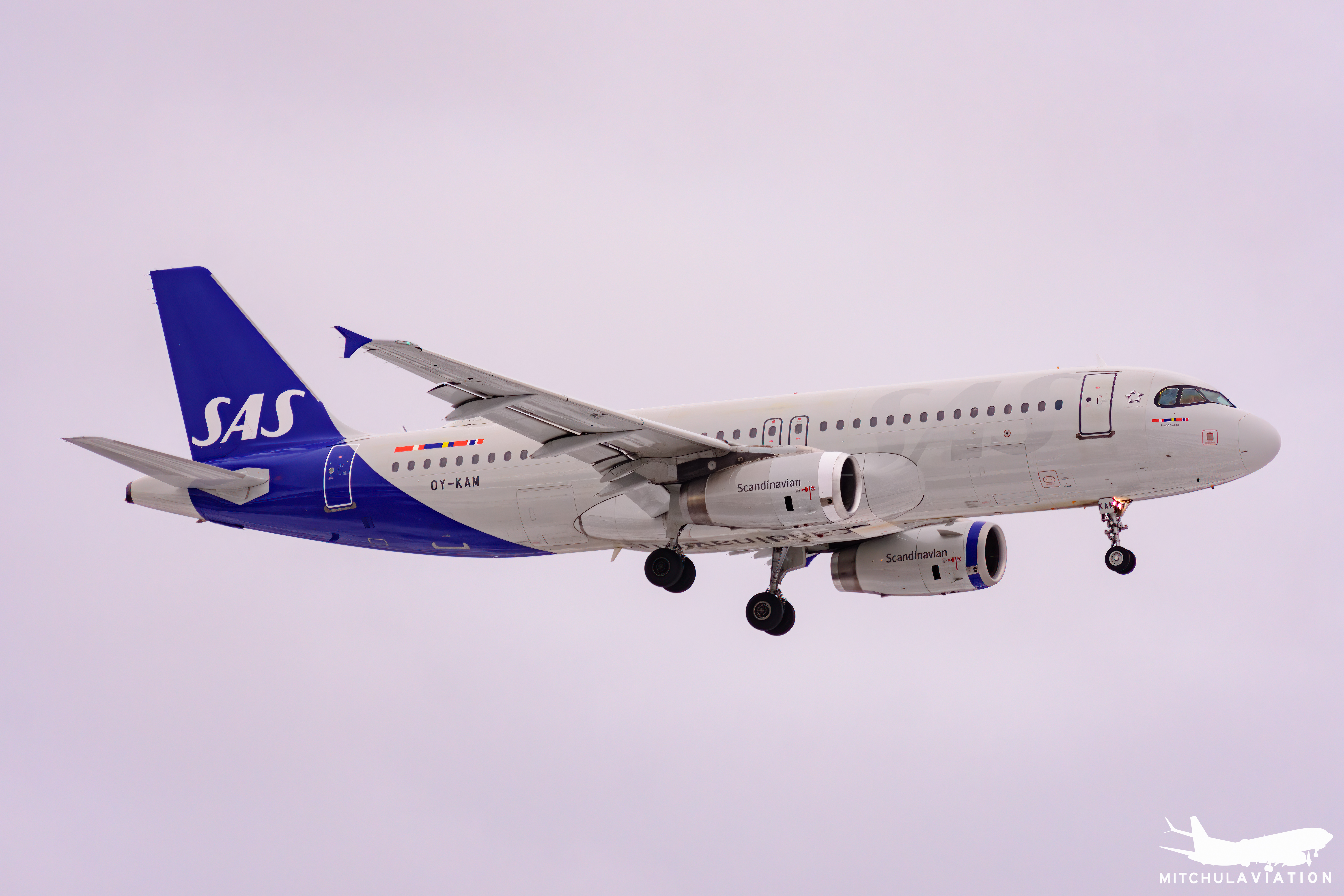
エアバスA320-200
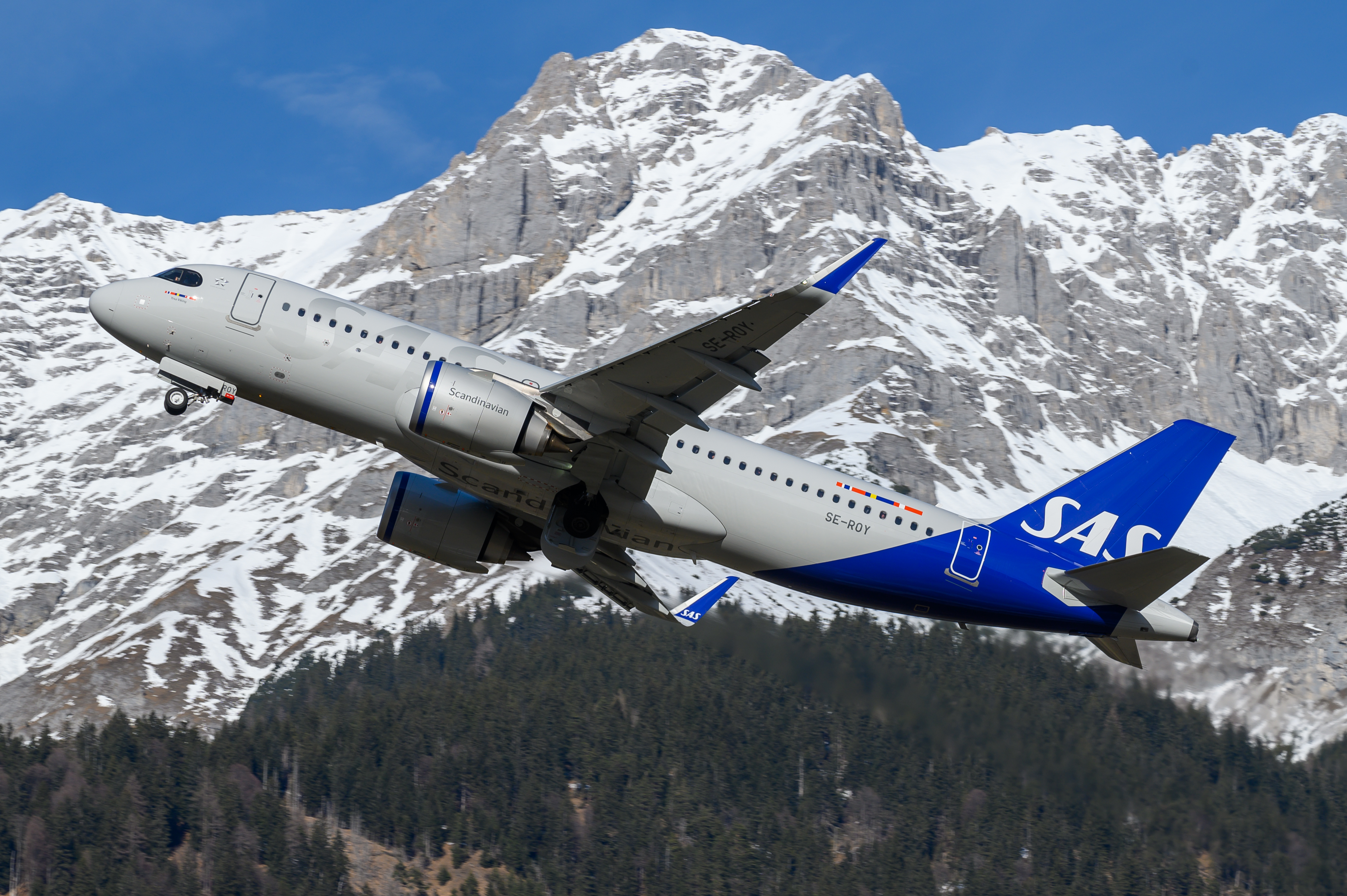
エアバスA320neo
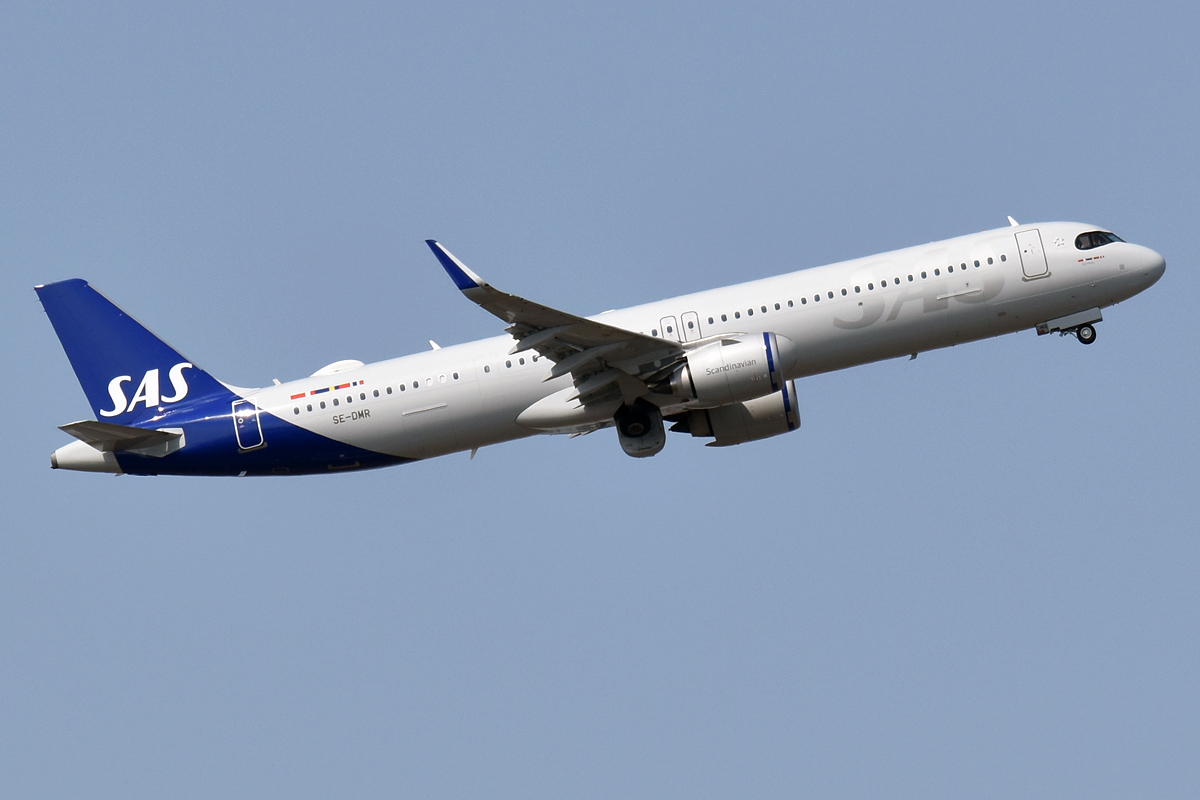
エアバスA321LR
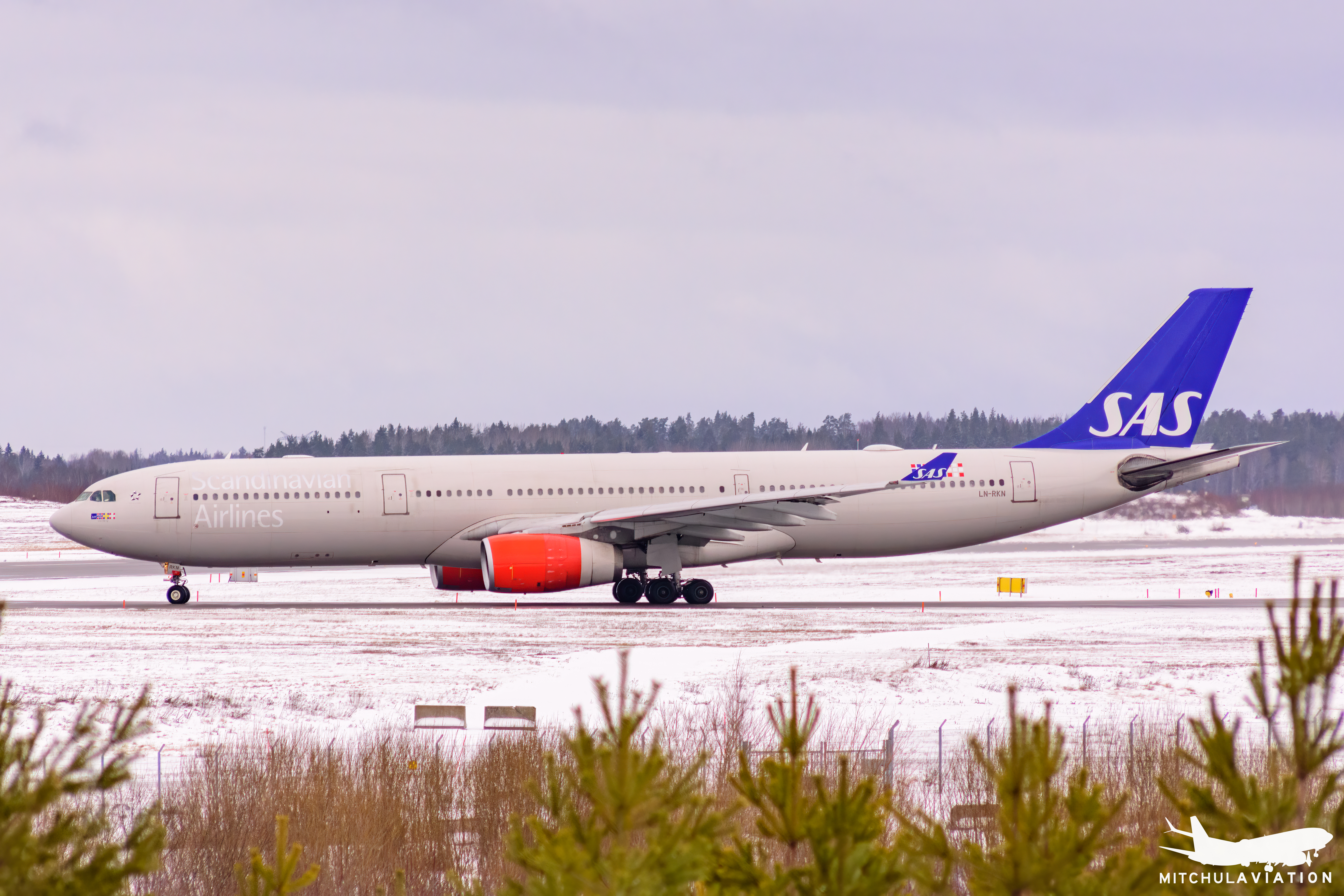
エアバスA330-300
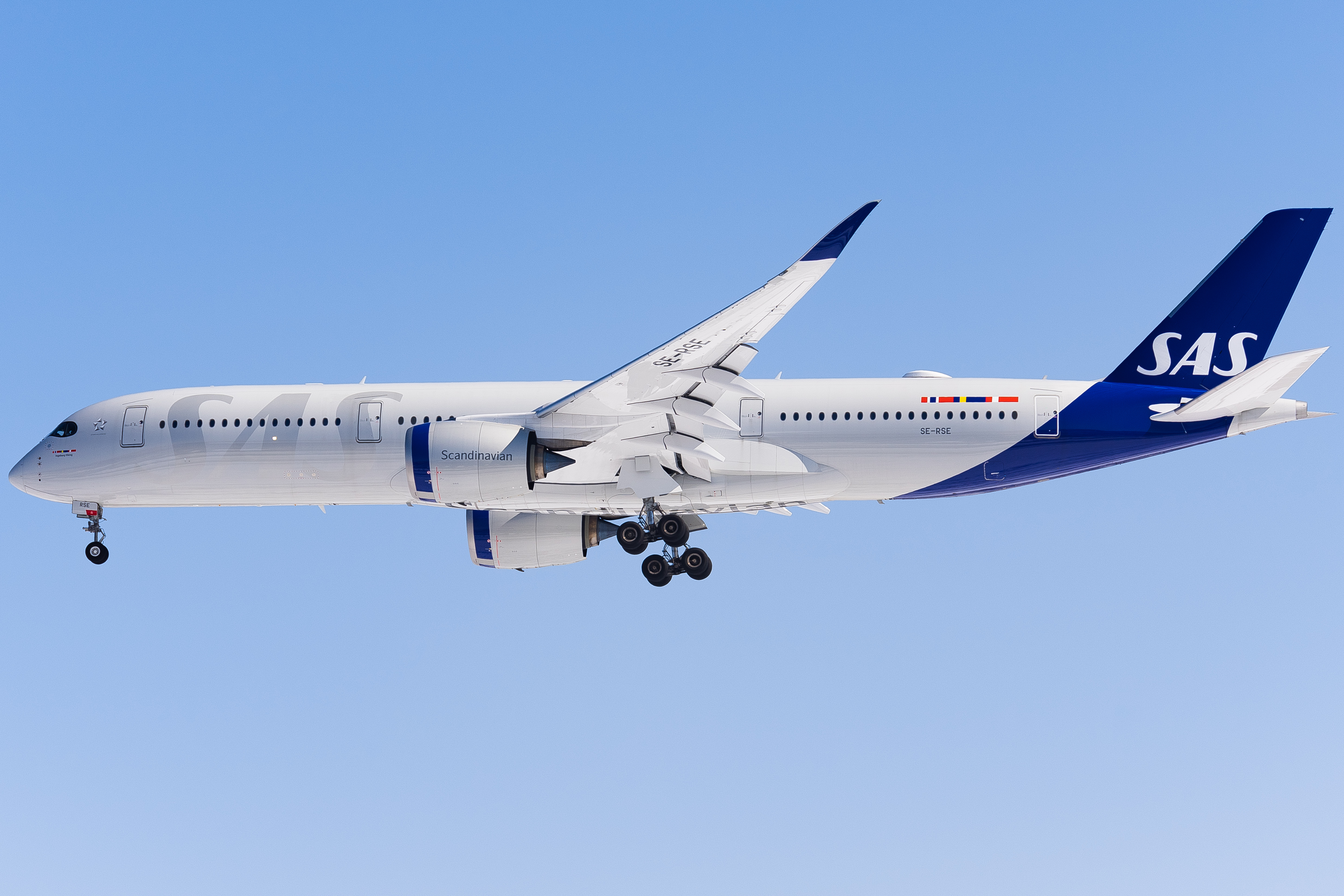
エアバスA350-900
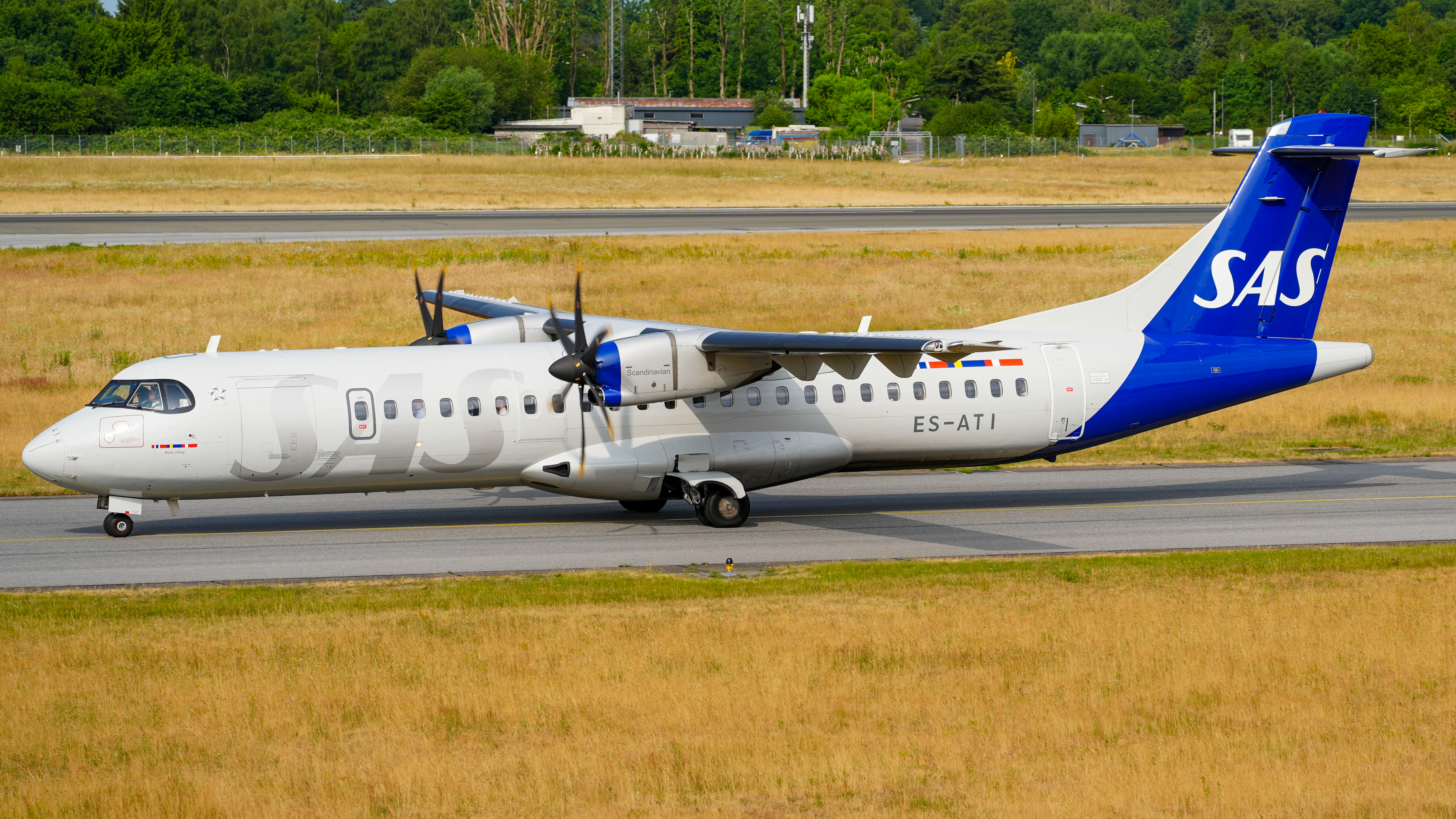
ATR 72-600
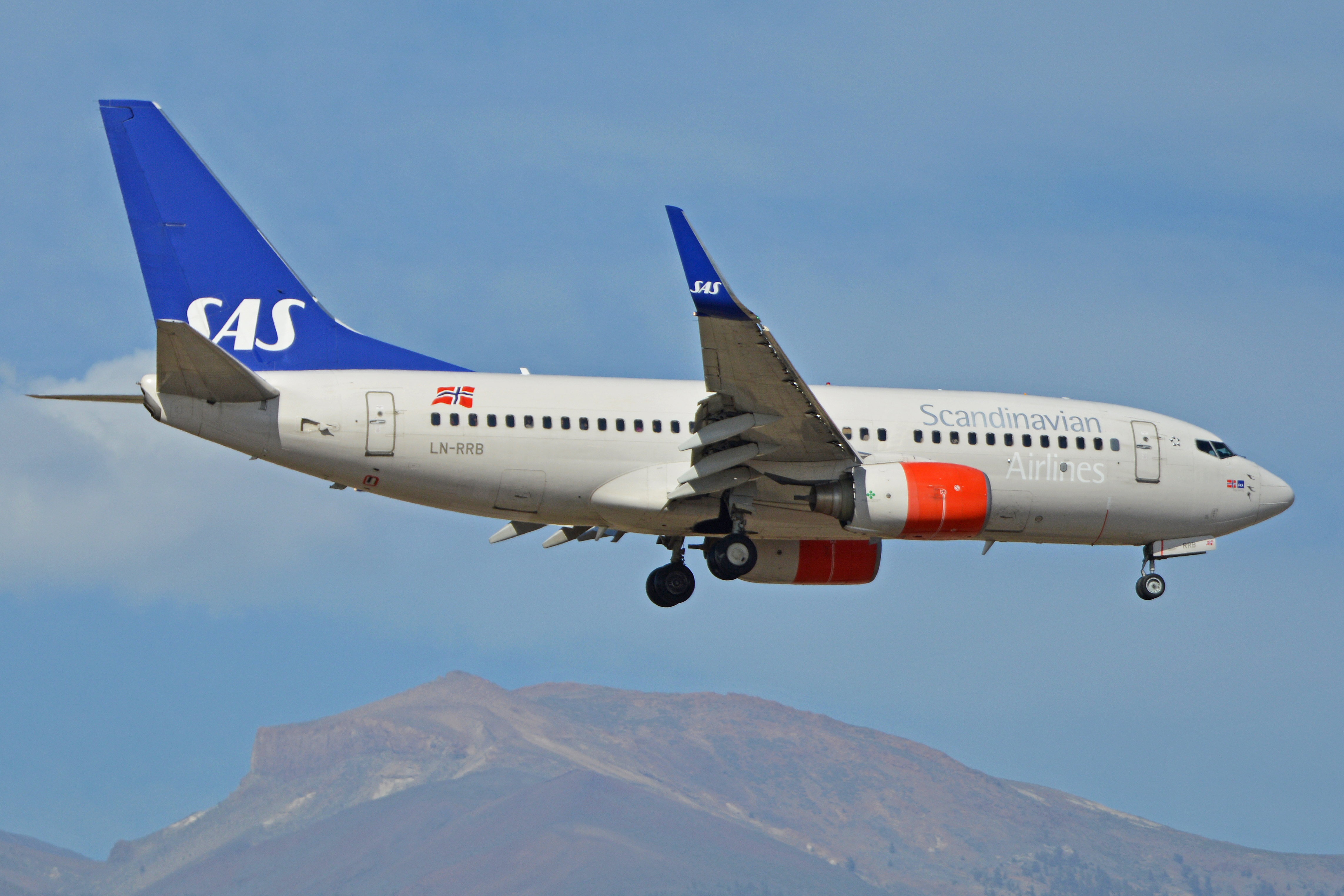
ボーイング737-700
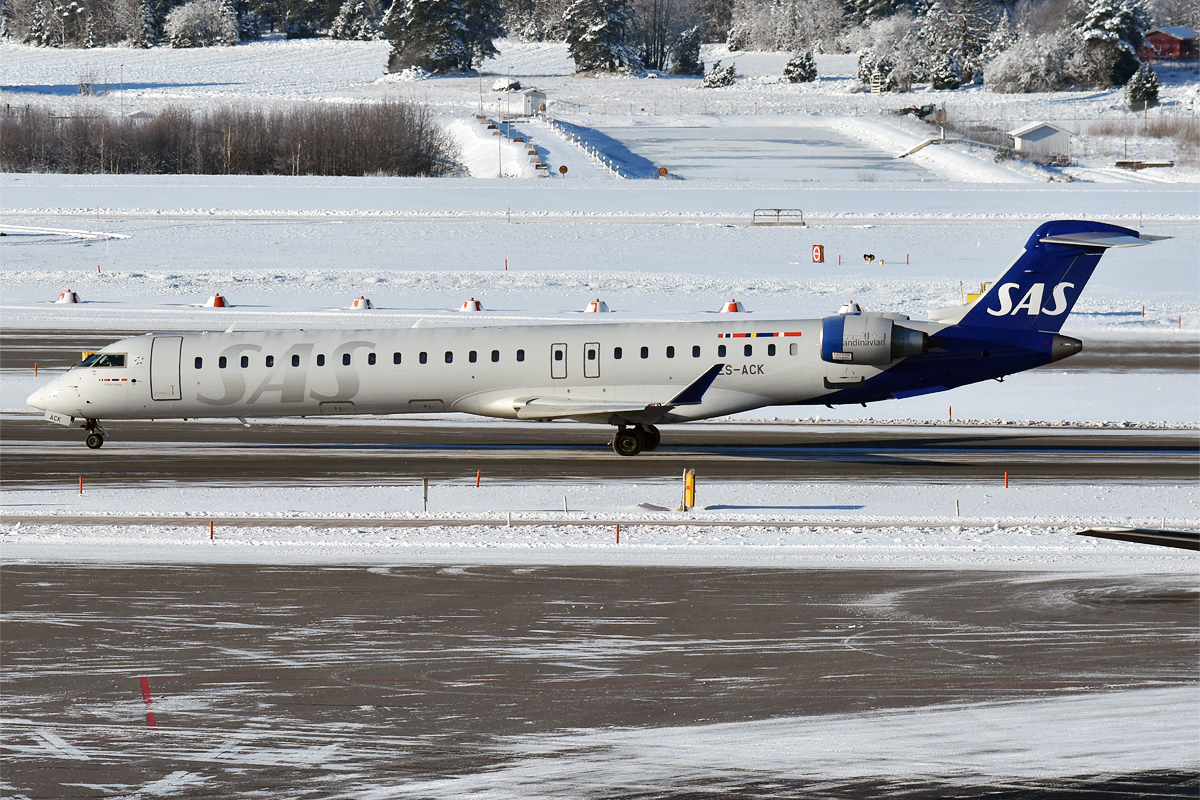
ボンバルディア CRJ-900ER
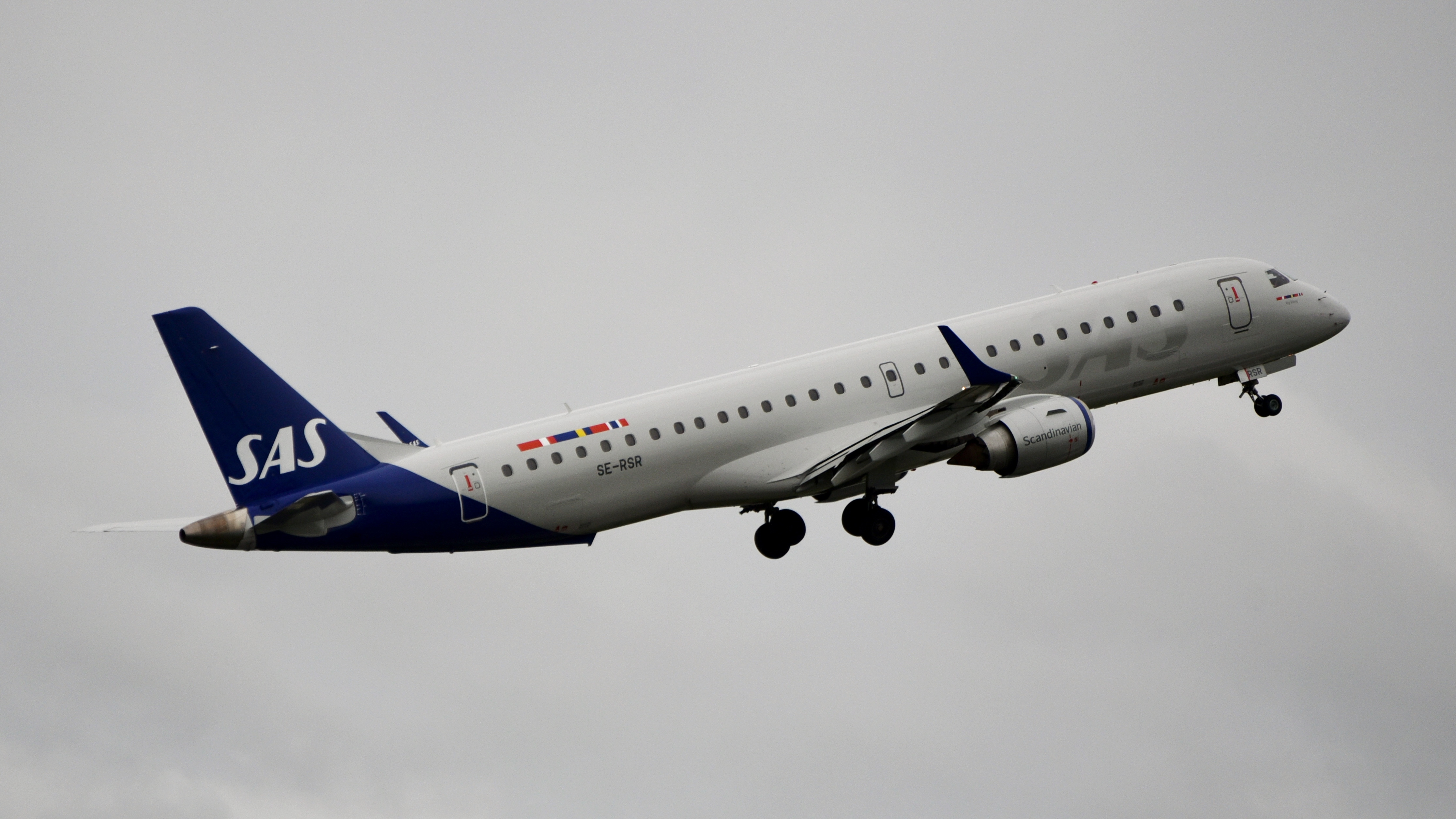
エンブラエル E195

### 退役機材
- エアバスA300B2/B4
- エアバスA321-200
- エアバスA330-200
- エアバスA340-300
- ボーイング737-400/500
- ボーイング737-600/700/800
- ボーイング747-100/200B
- ボーイング767-200ER/300ER
- ボーイング BBJ1
- ボンバルディア DHC-8-Q400型機

2007年10月28日、スカンジナビア航空は「機体の品質に度重なる問題があり、使用を継続するとSASのブランドを傷つける可能性がある」として、同型機全27機の運航終了（退役）を発表。
詳しくは、スカンジナビア航空1209便胴体着陸事故、スカンジナビア航空2748便胴体着陸事故を参照。
- BAe 146-200/300
- アブロ RJ70
- BAC 1-11
- コンベア440
- コンベア990
- ダグラス DC-3
- ダグラス DC-4
- ダグラス DC-6
- ダグラス DC-7
- ダグラス DC-8-33/55/62/63
- フォッカー F27
- フォッカー F28
- フォッカー 50
- ユンカース Ju 52
- マクドネル・ダグラス DC-9-21/32/33F/41/51
- マクドネル・ダグラスDC-10-30
- マクドネル・ダグラスMD-81/MD-82/MD-83/MD-87
- マクドネル・ダグラス MD-90
- サーブ 90 スカンディア
- サーブ 2000
- ショート・サンドリンガム
- シュド・カラベル
- ビッカース バイカウント
- ビッカース ヴァイキング

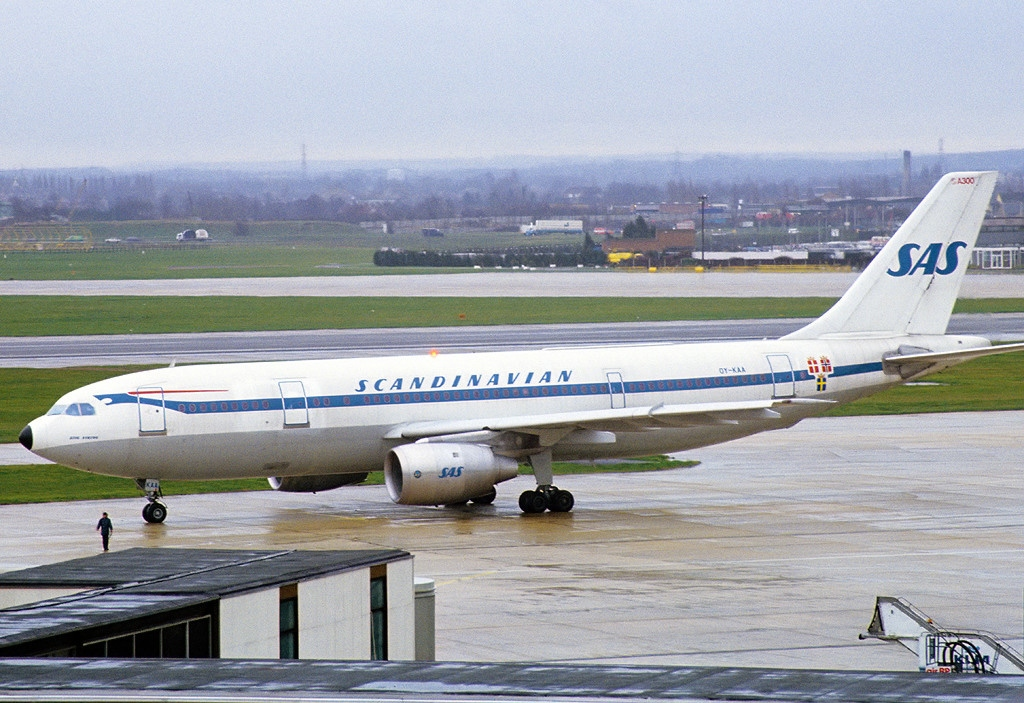
エアバスA300
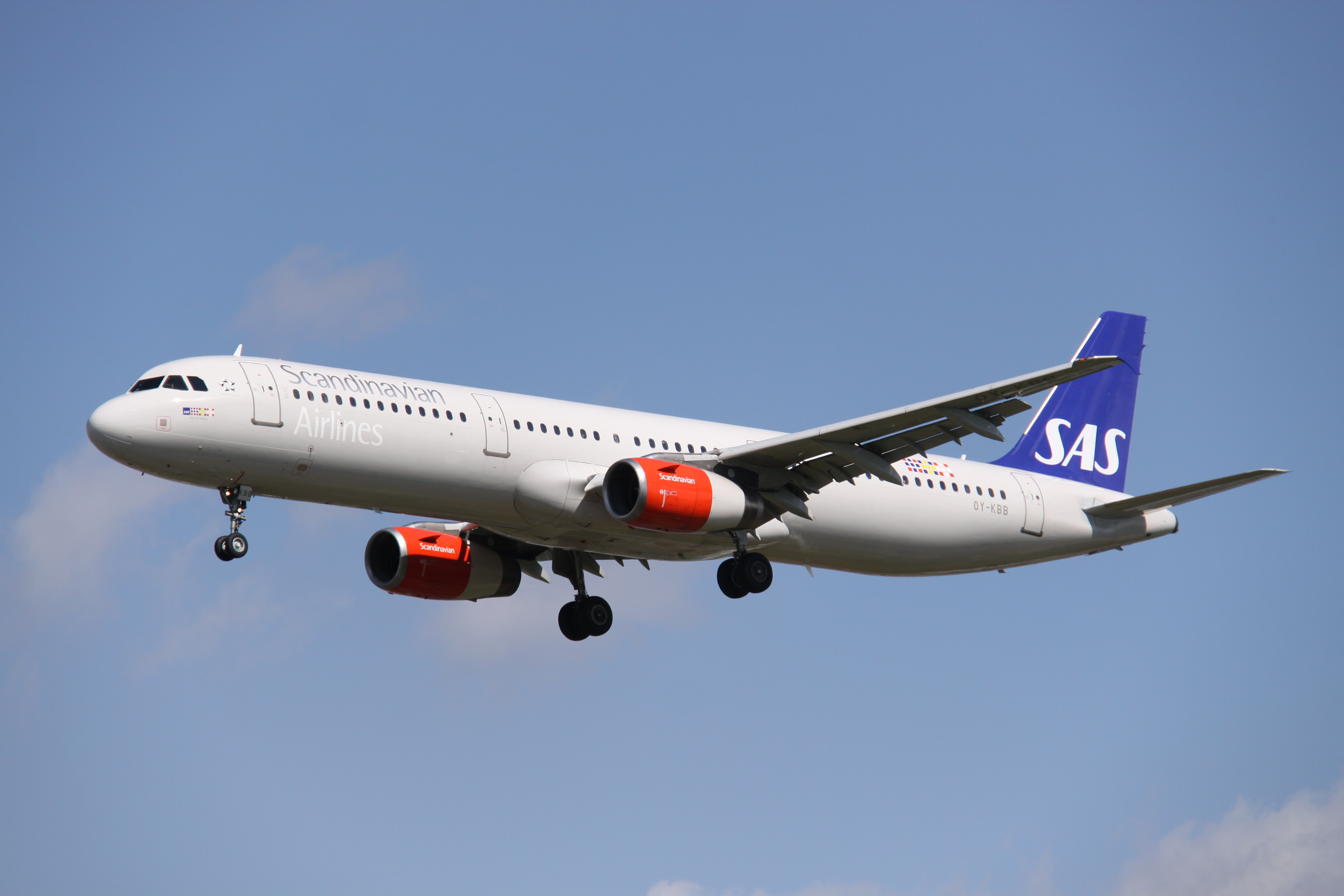
エアバスA321-200
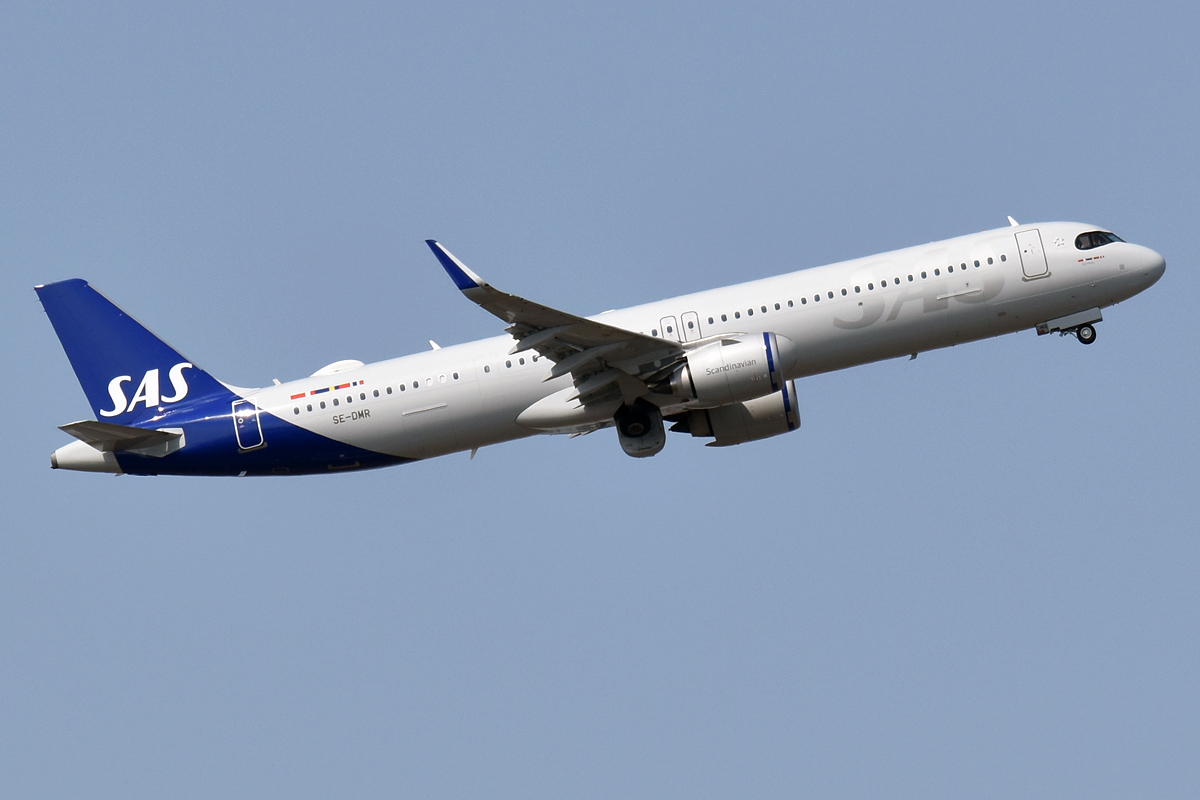
エアバスA321neo
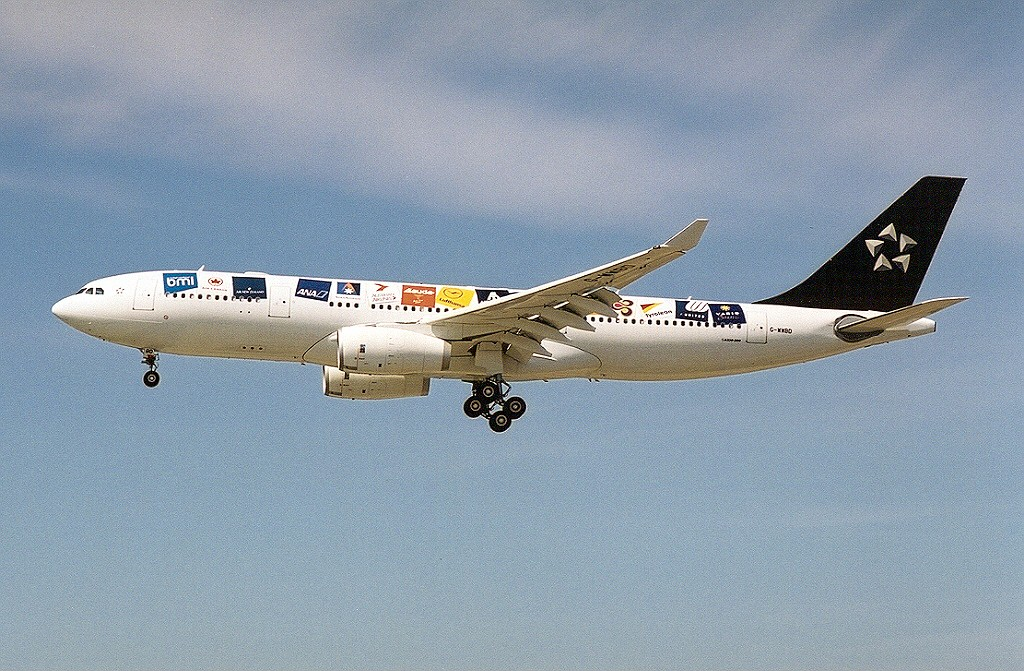
エアバスA330-200（スターアライアンス塗装）
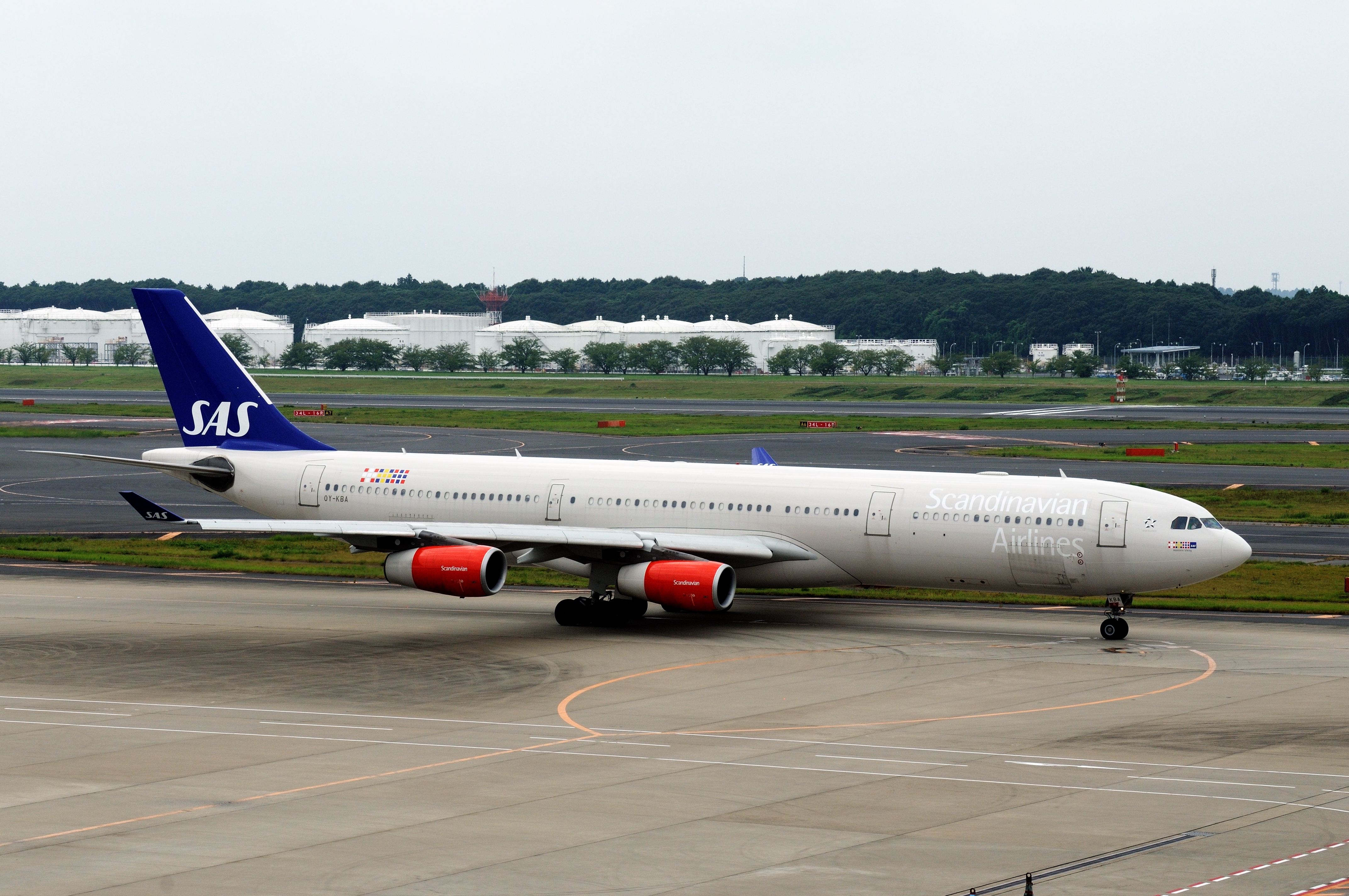
エアバスA340-300
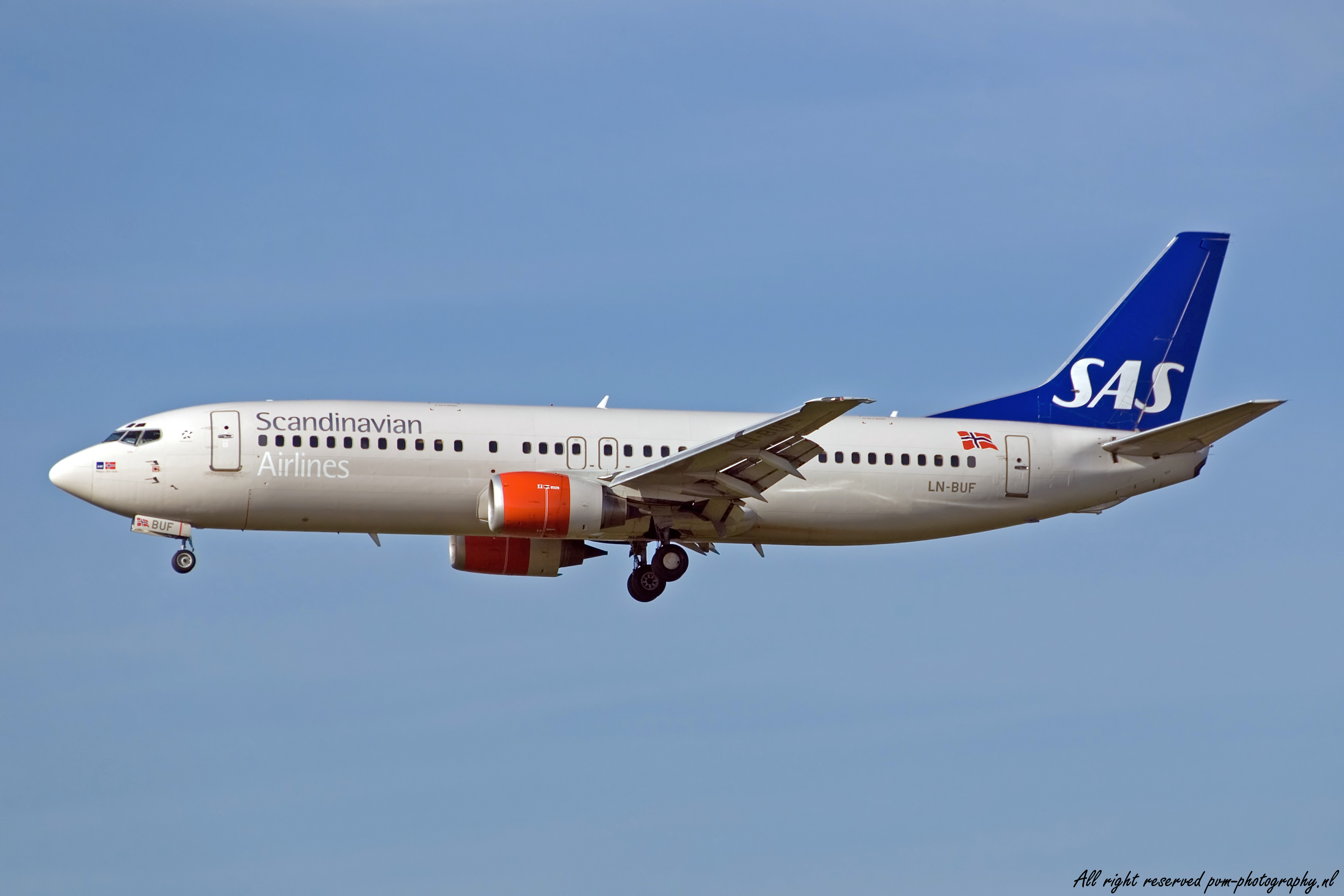
ボーイング737-400
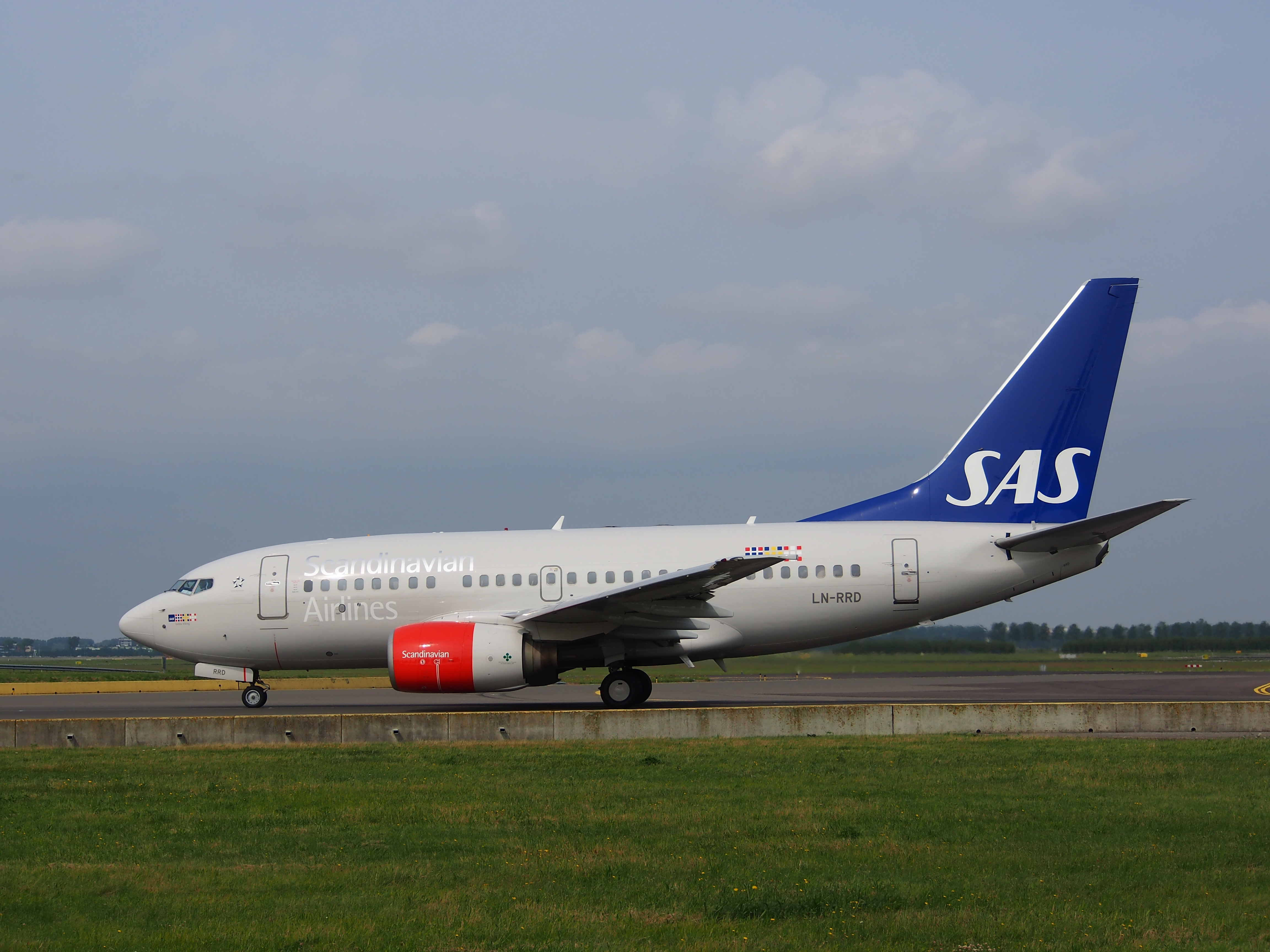
ボーイング737-600
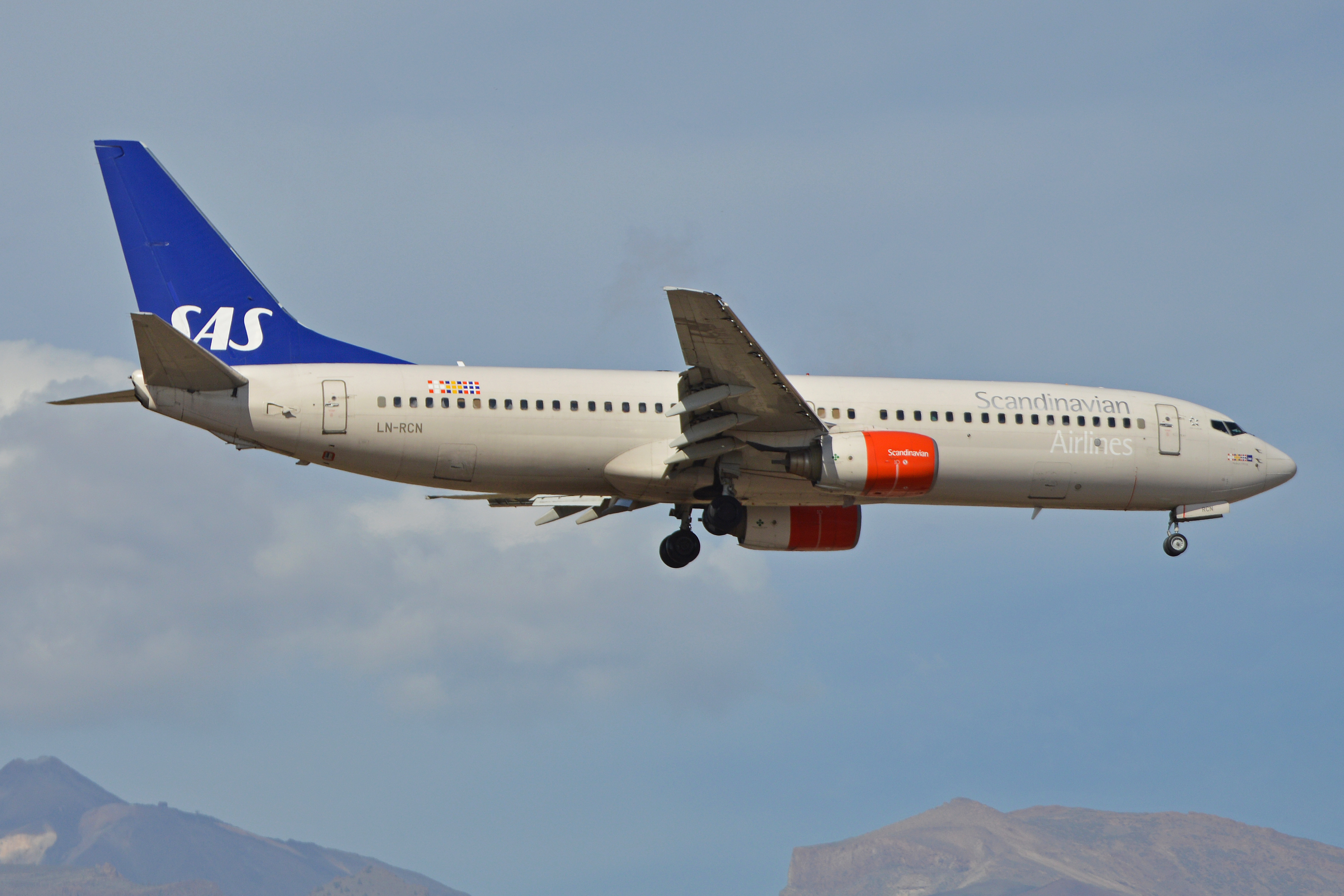
ボーイング737-800
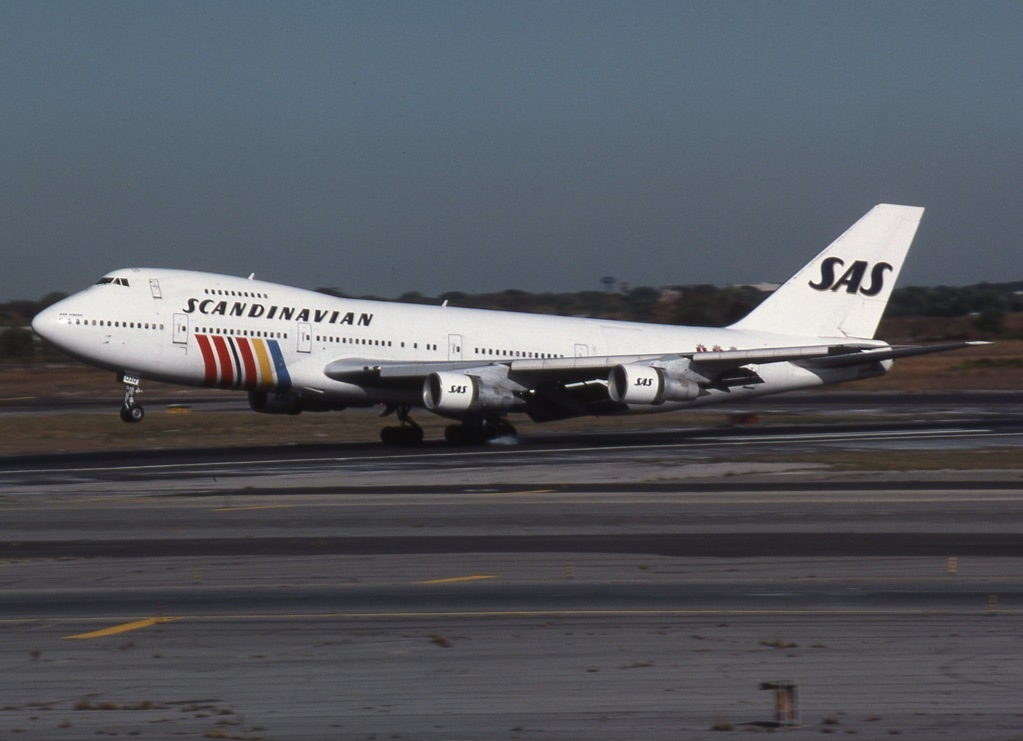
ボーイング747-200B(M)
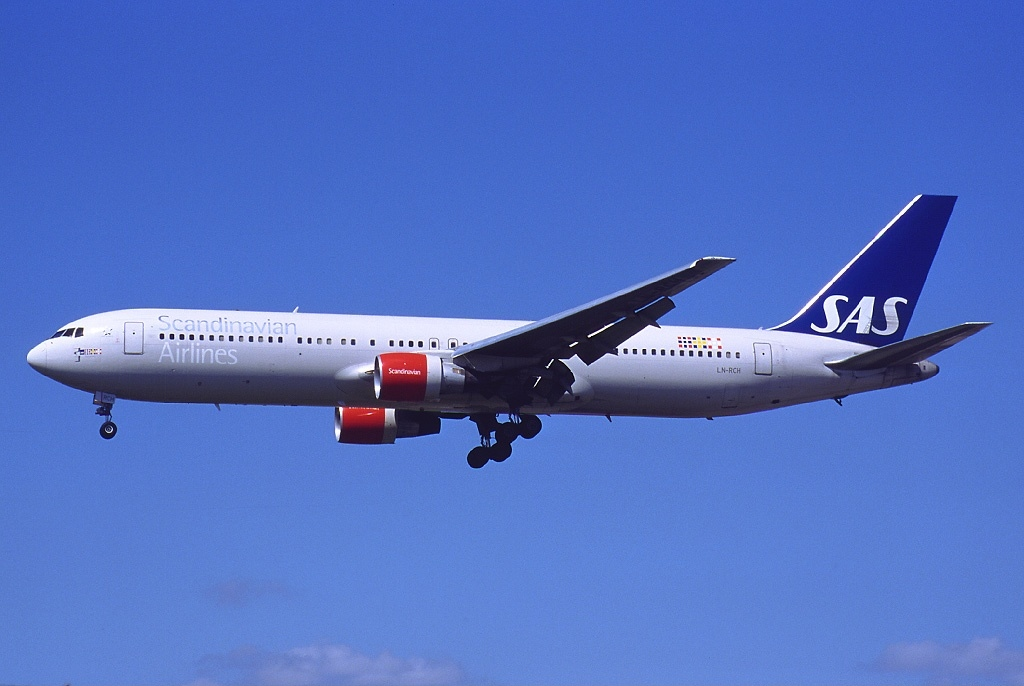
ボーイング767-300ER
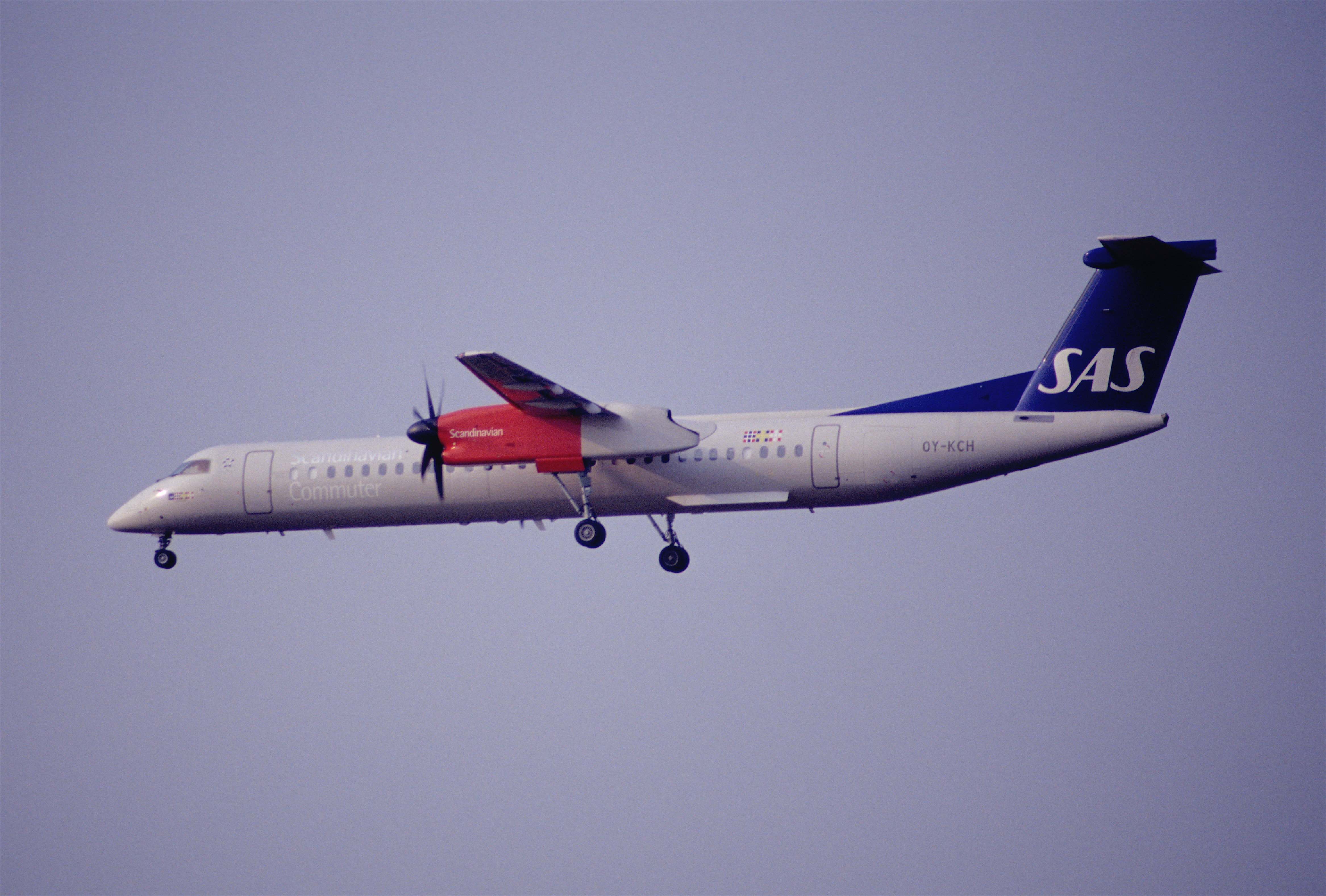
ボンバルディア DHC-8-Q400
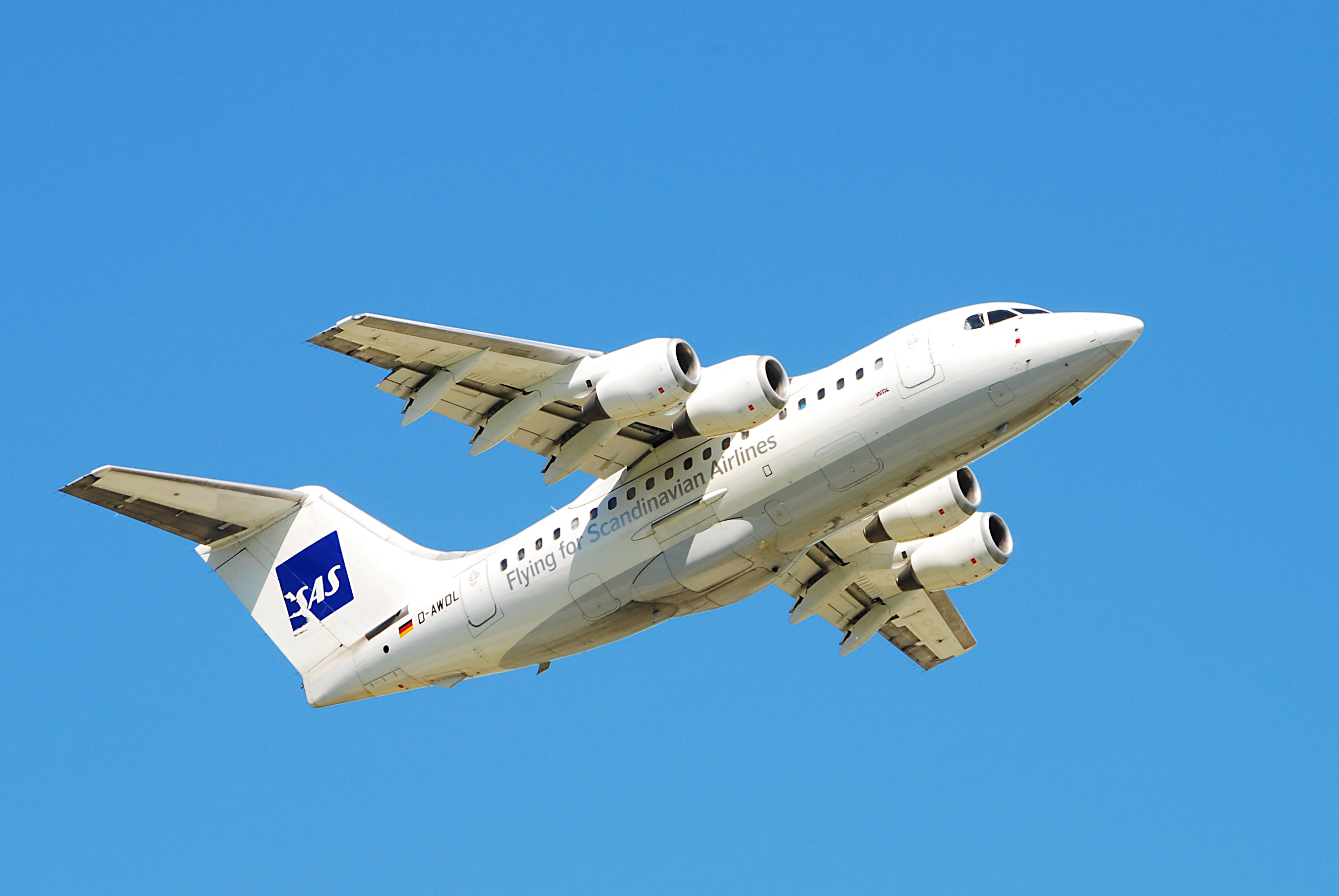
BAe 146
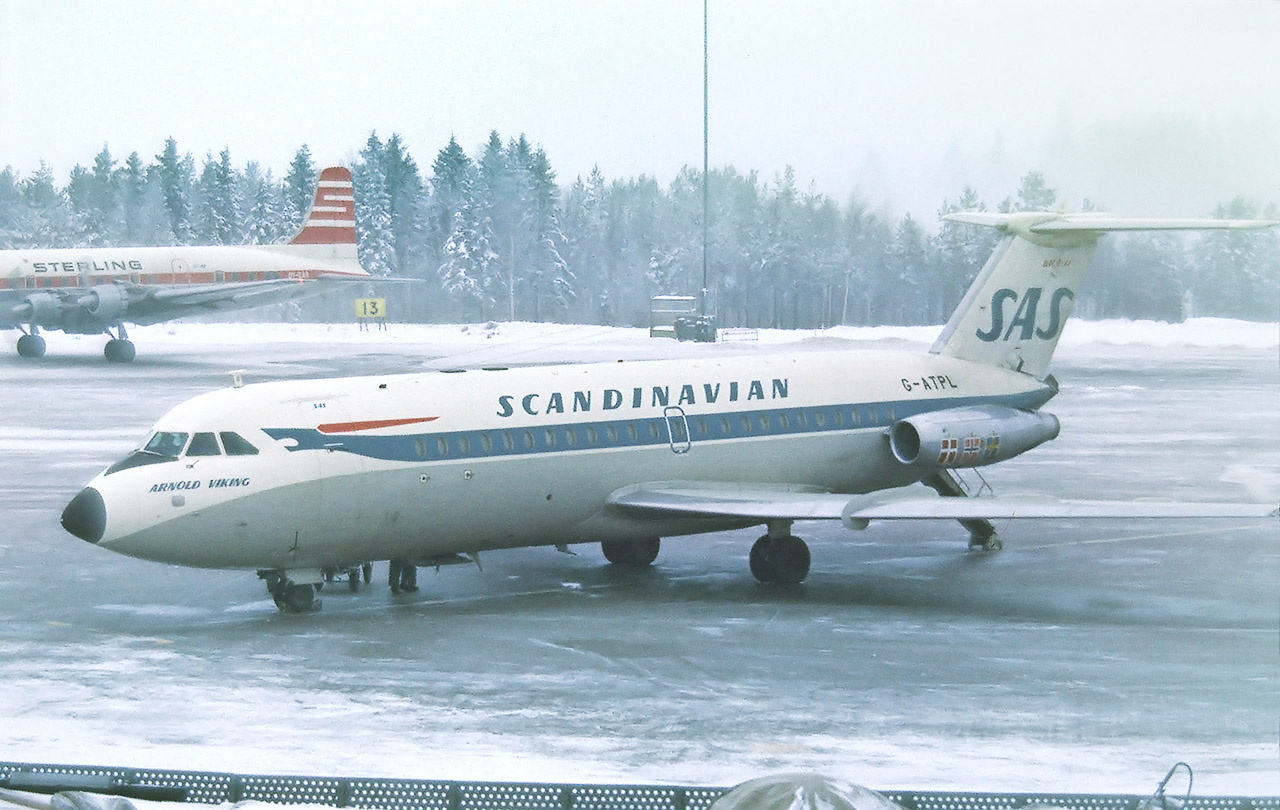
BAC 1-11
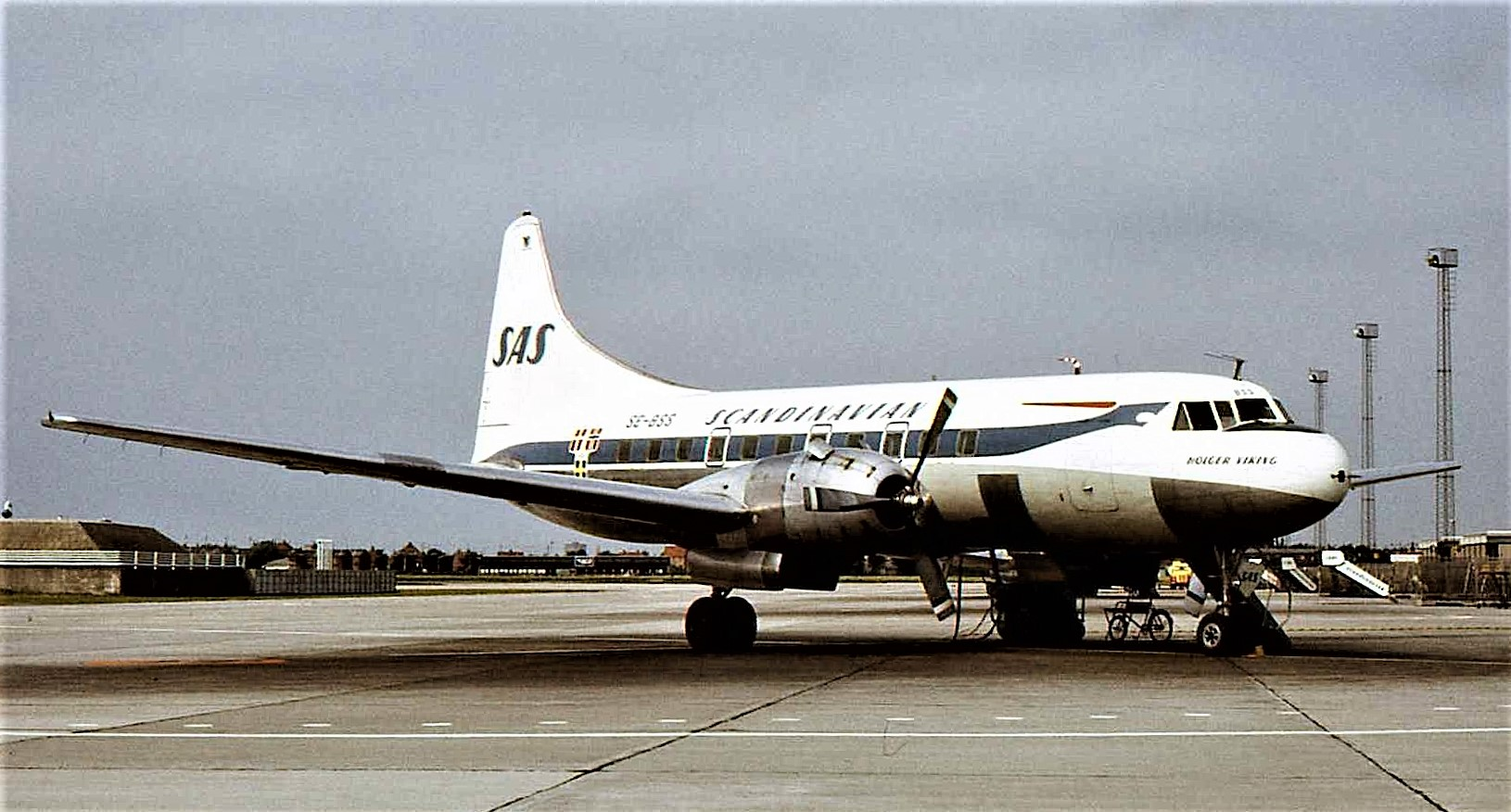
コンベア CV-440
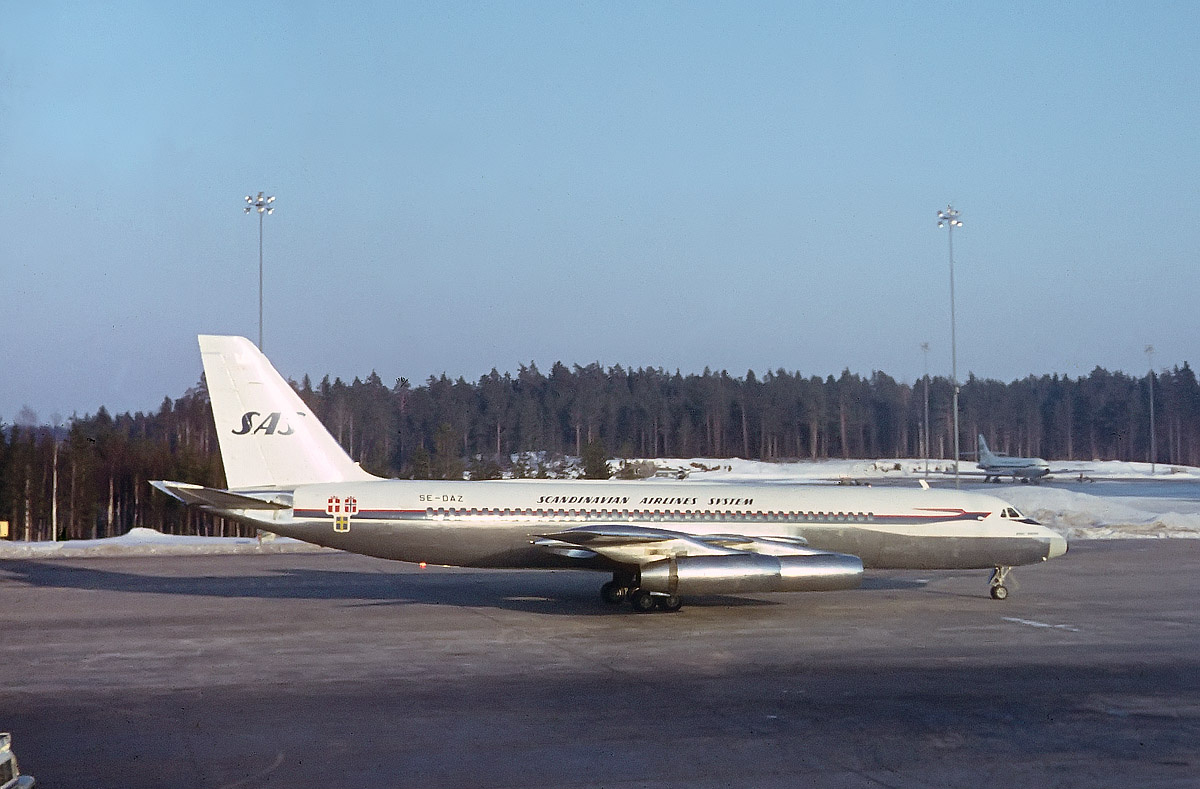
コンベア CV-990
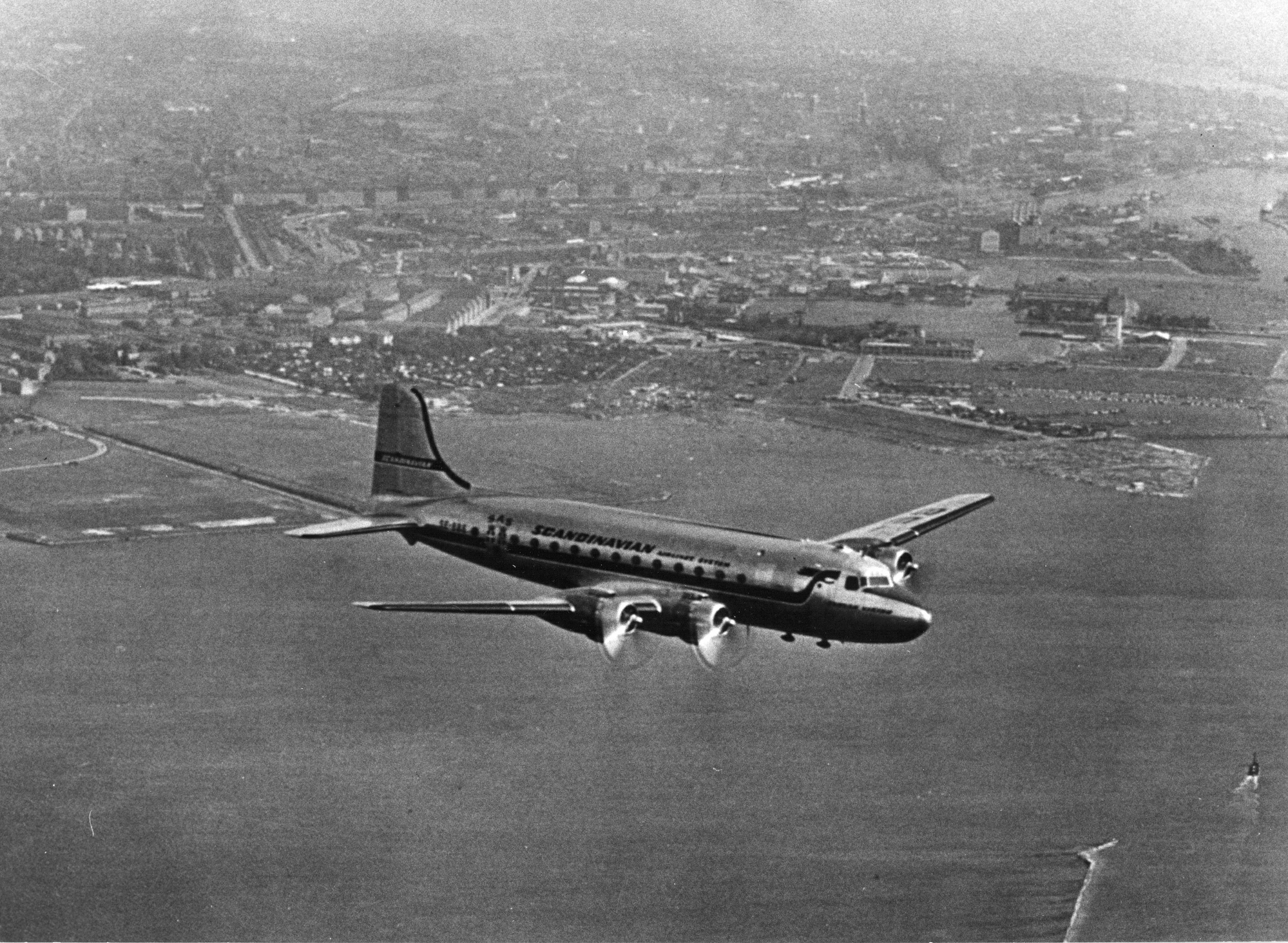
ダグラス DC-4
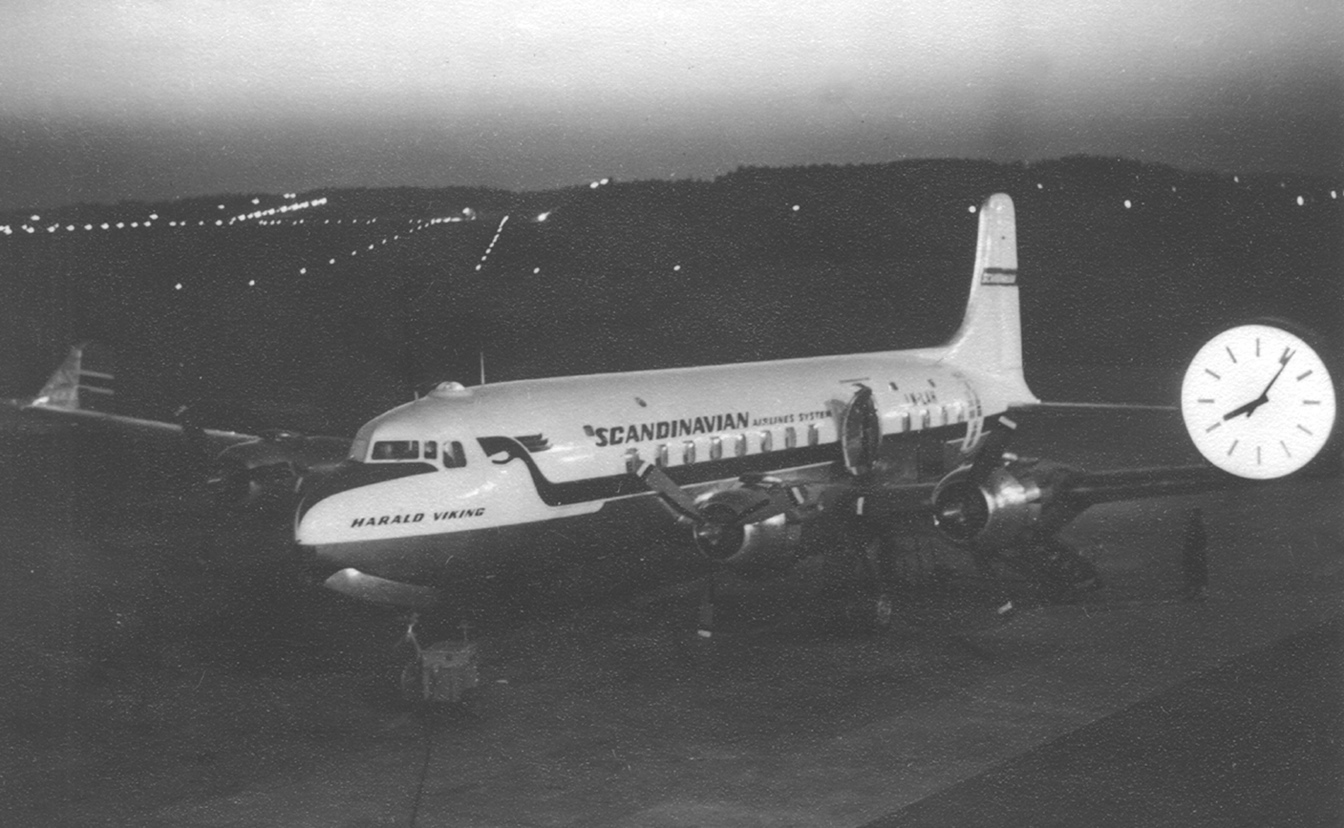
ダグラス DC-6
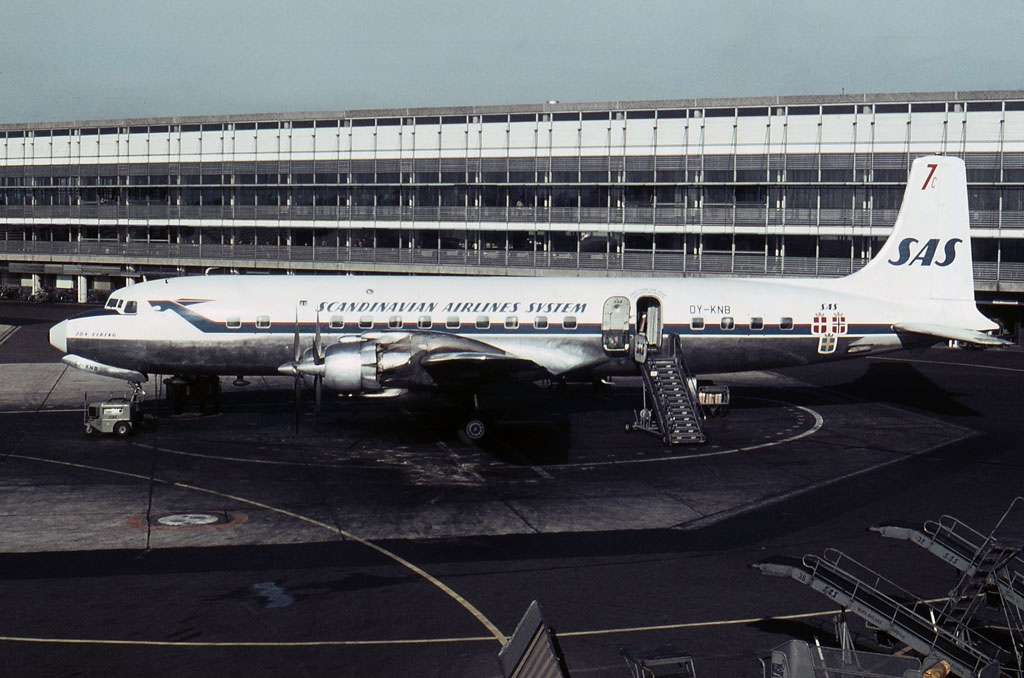
ダグラス DC-7C
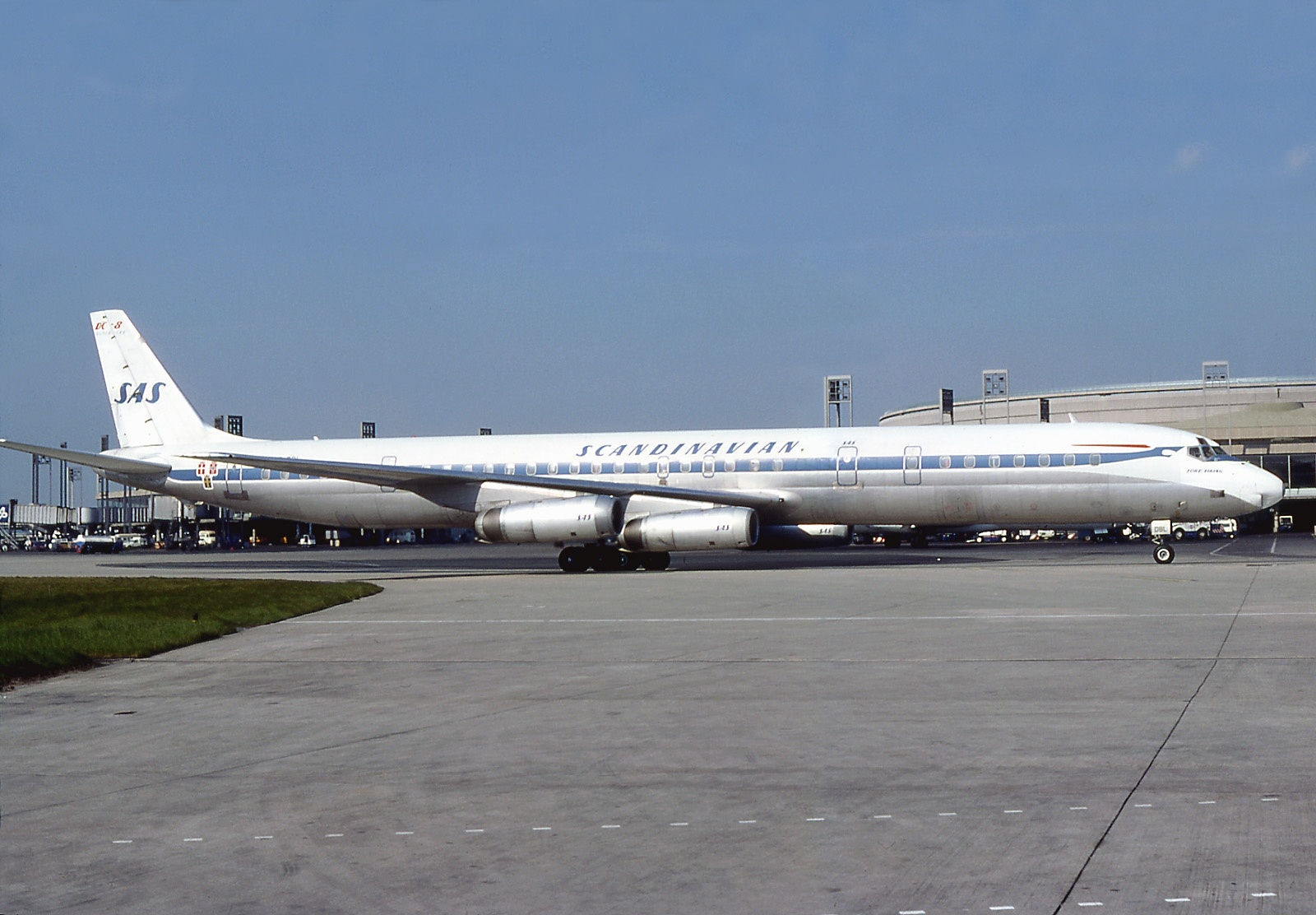
ダグラス DC-8-63
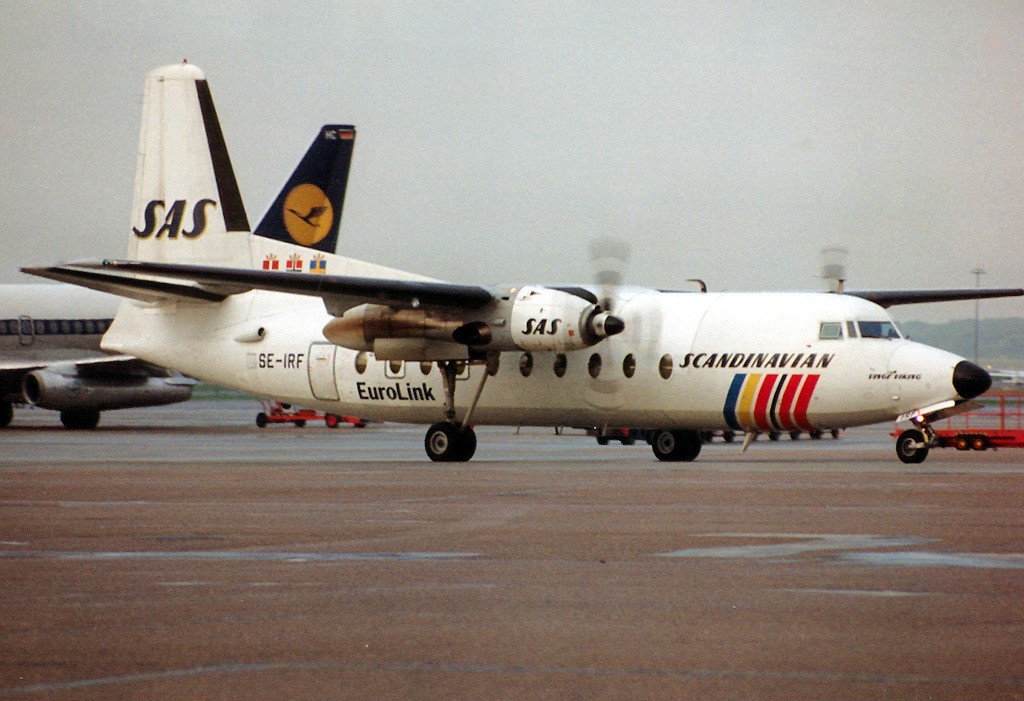
フォッカー F27
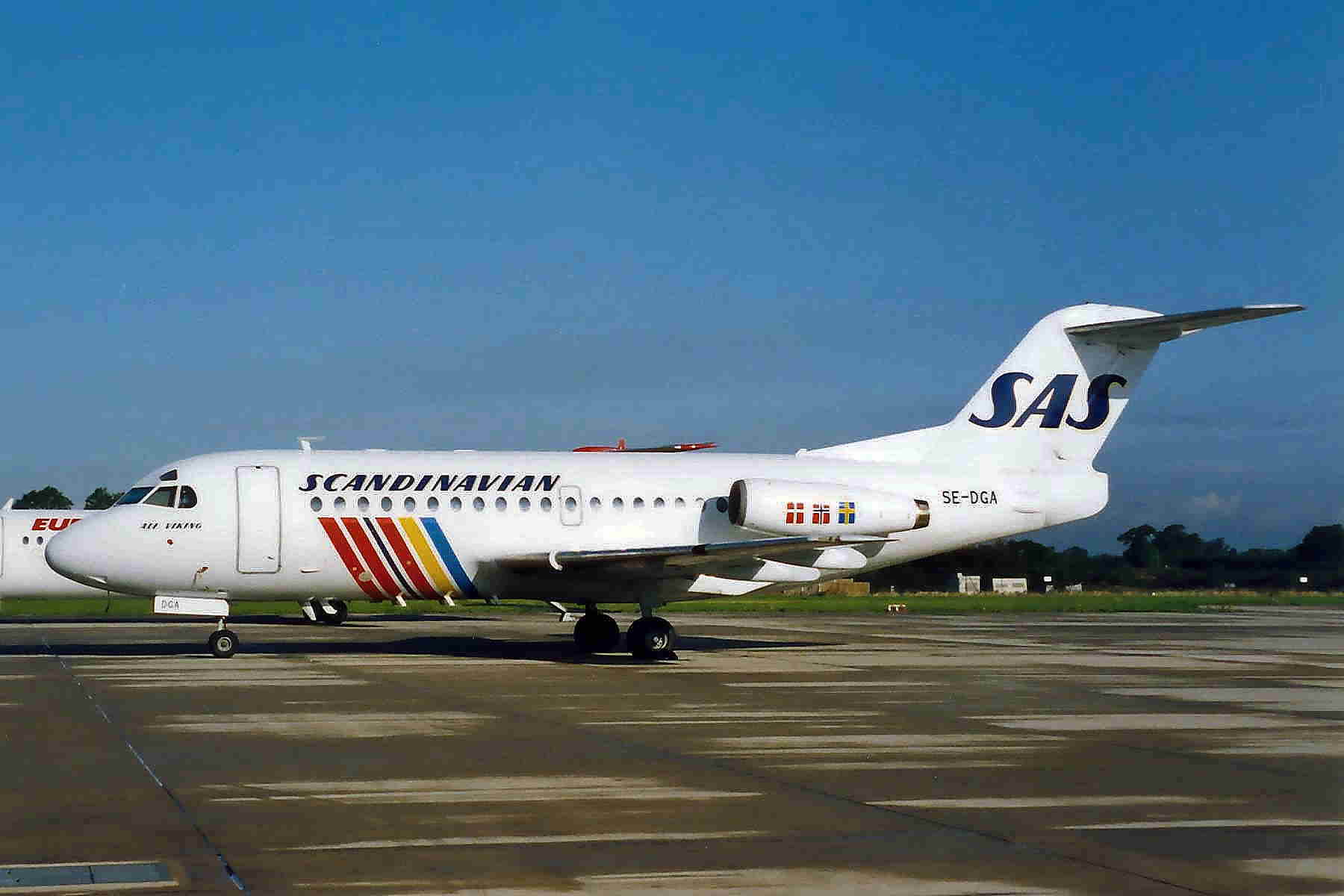
フォッカー F28
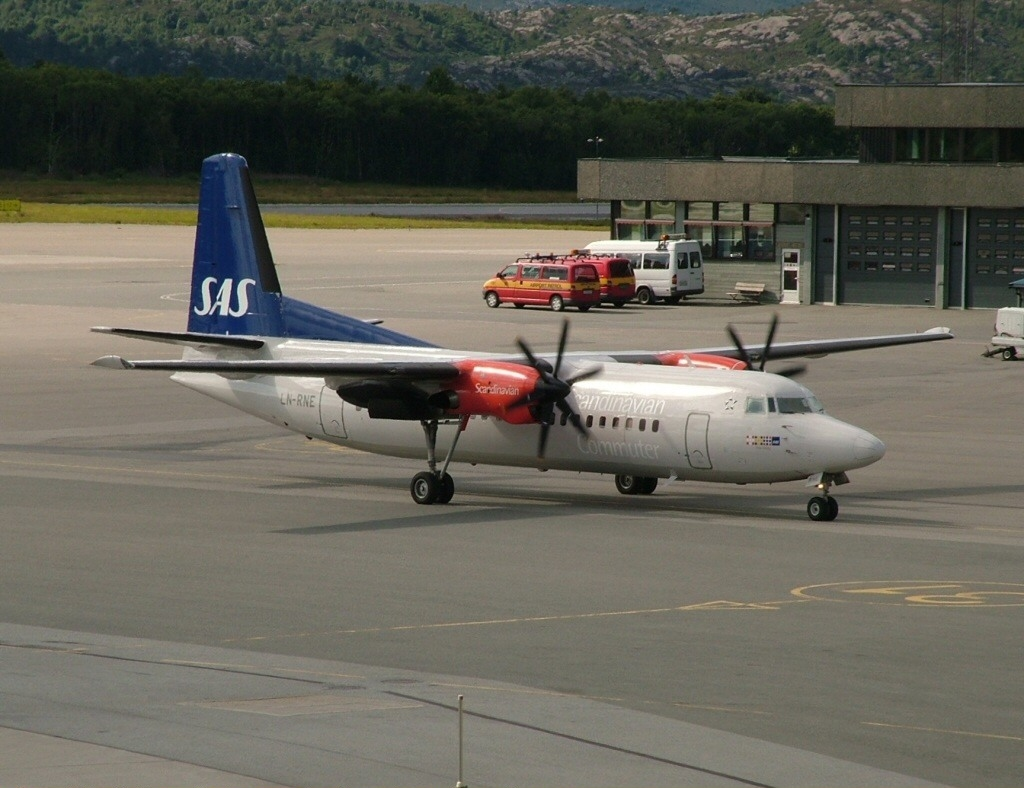
フォッカー 50
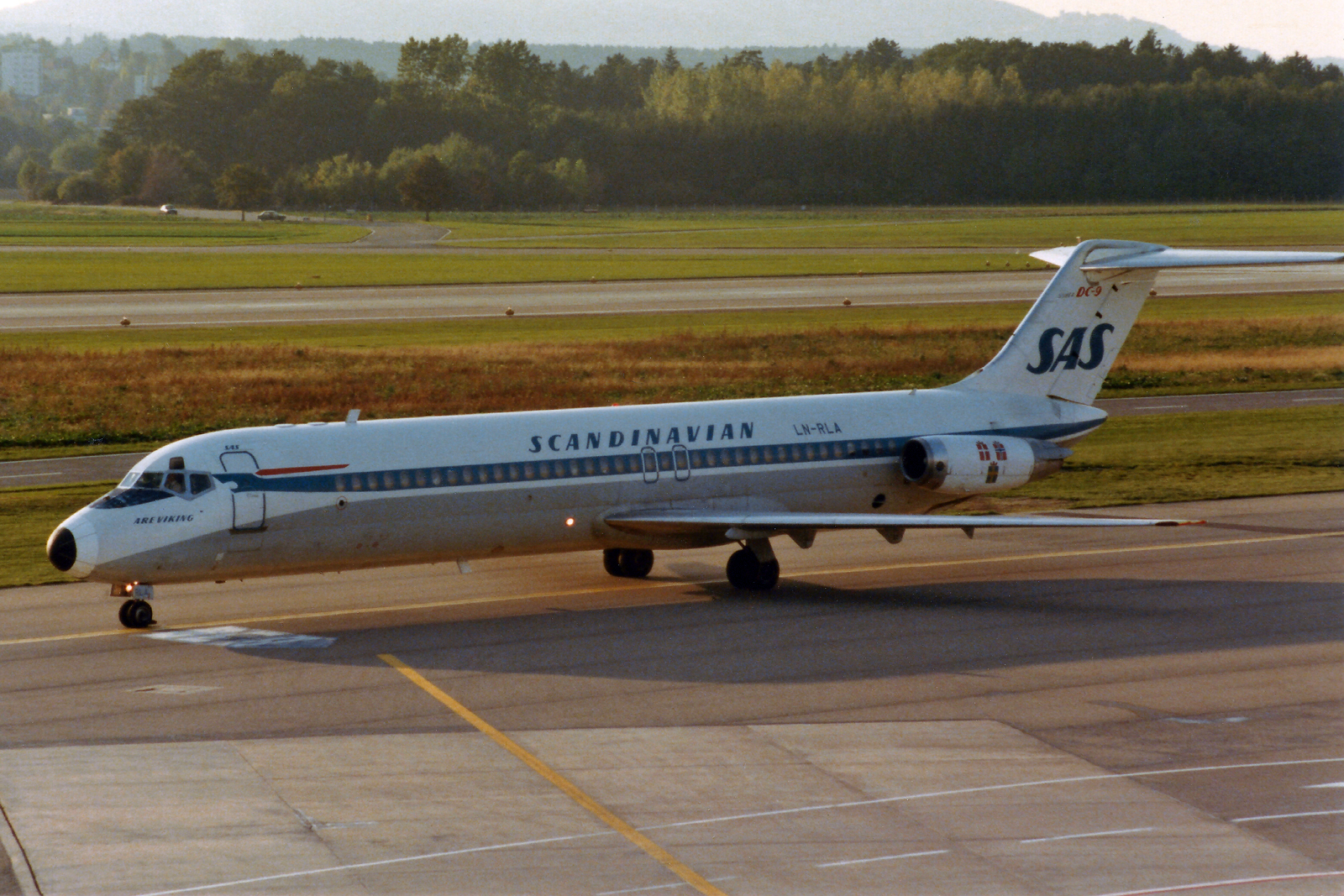
マクドネル・ダグラス DC-9-41
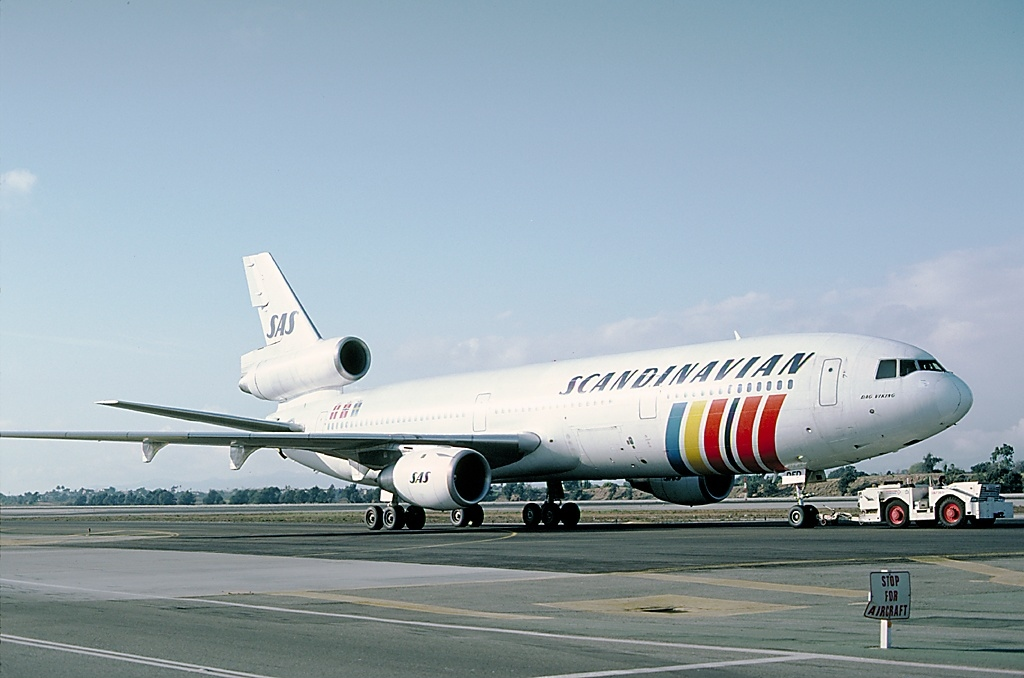
マクドネル・ダグラスDC-10-30
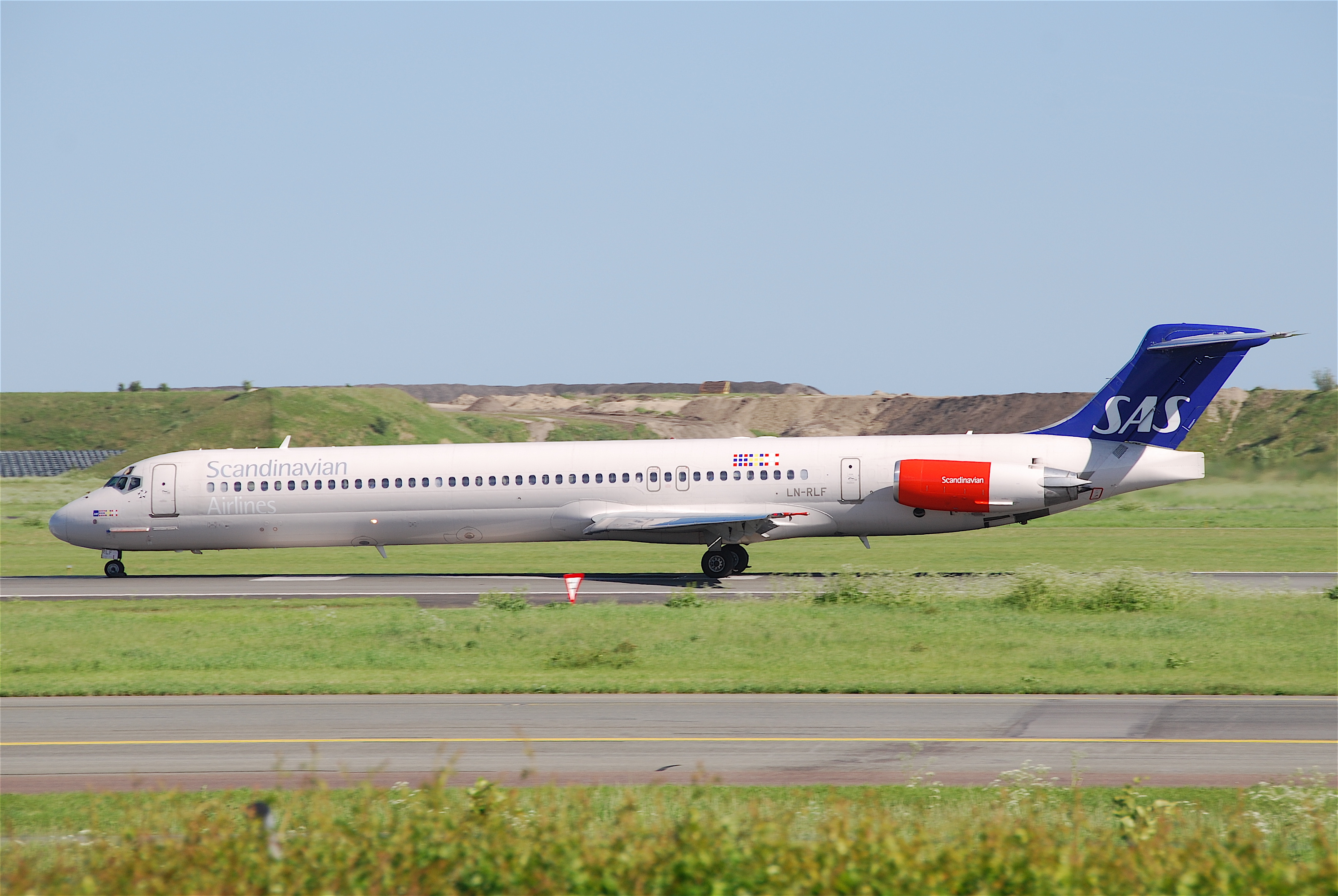
マクドネル・ダグラスMD-82
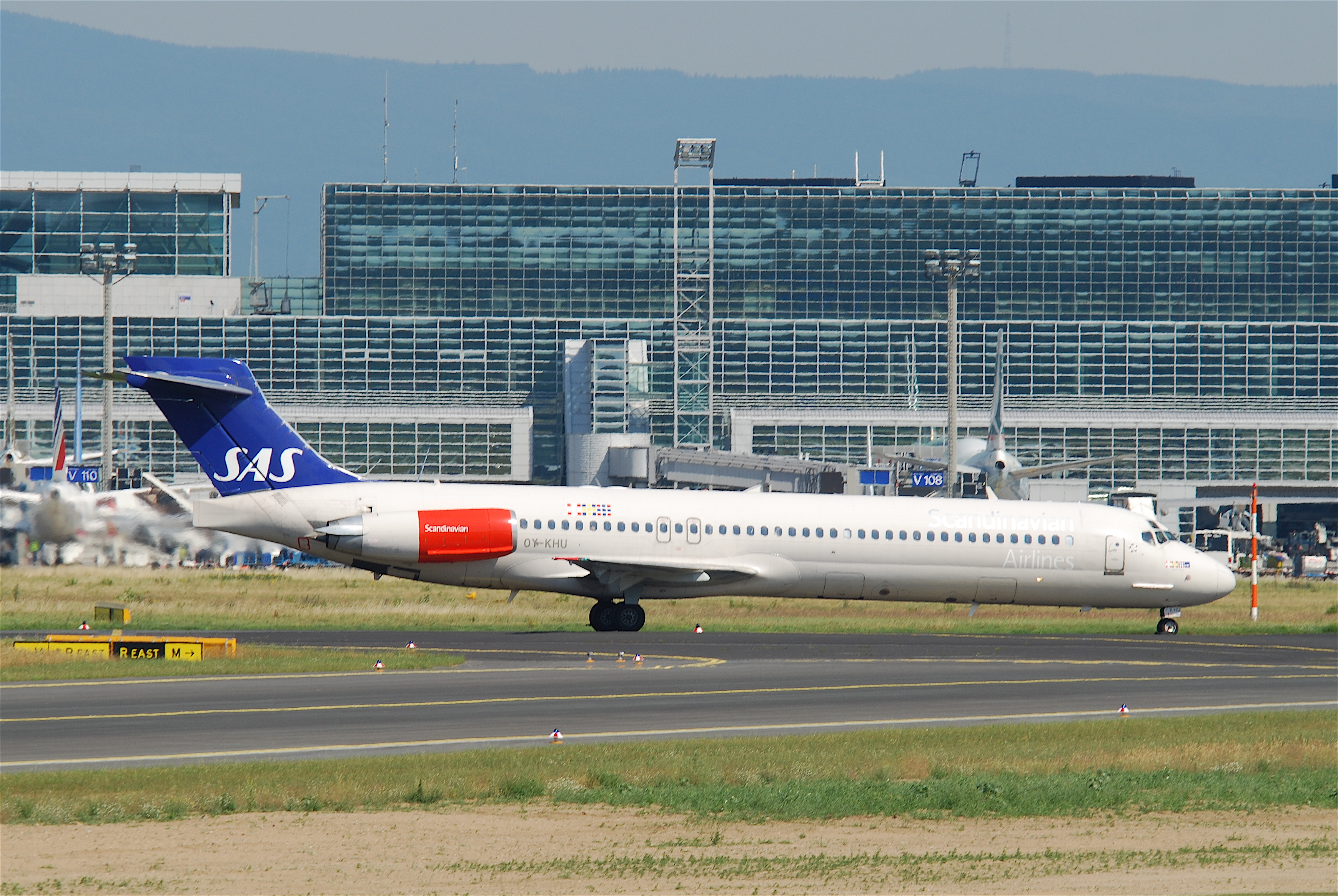
マクドネル・ダグラスMD-87
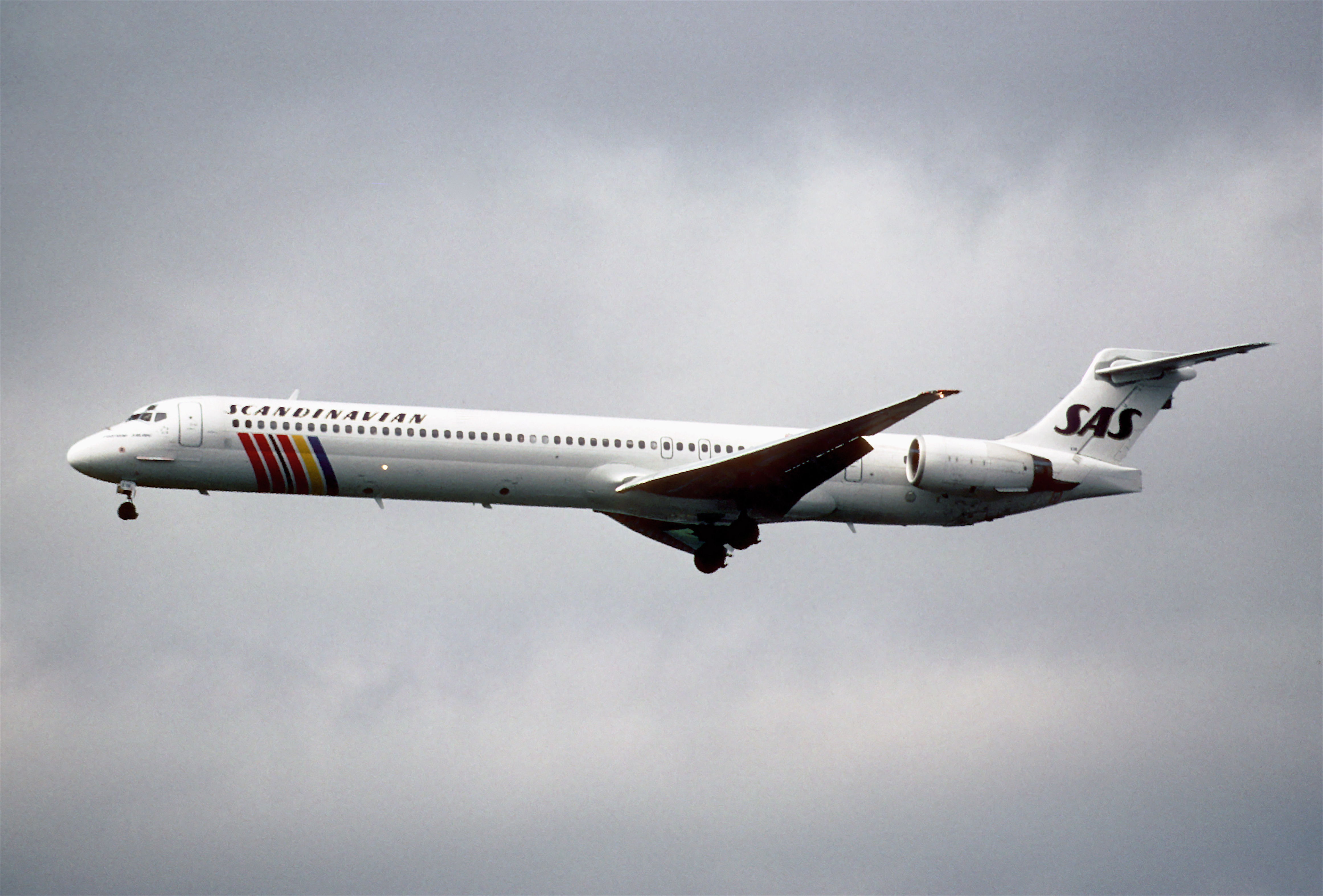
マクドネル・ダグラスMD-90-30
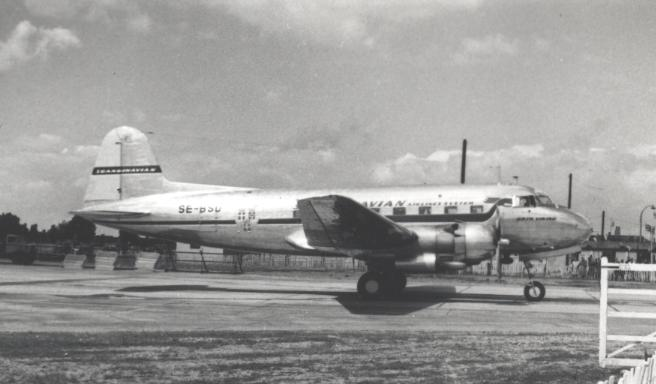
サーブ 90 スカンディア
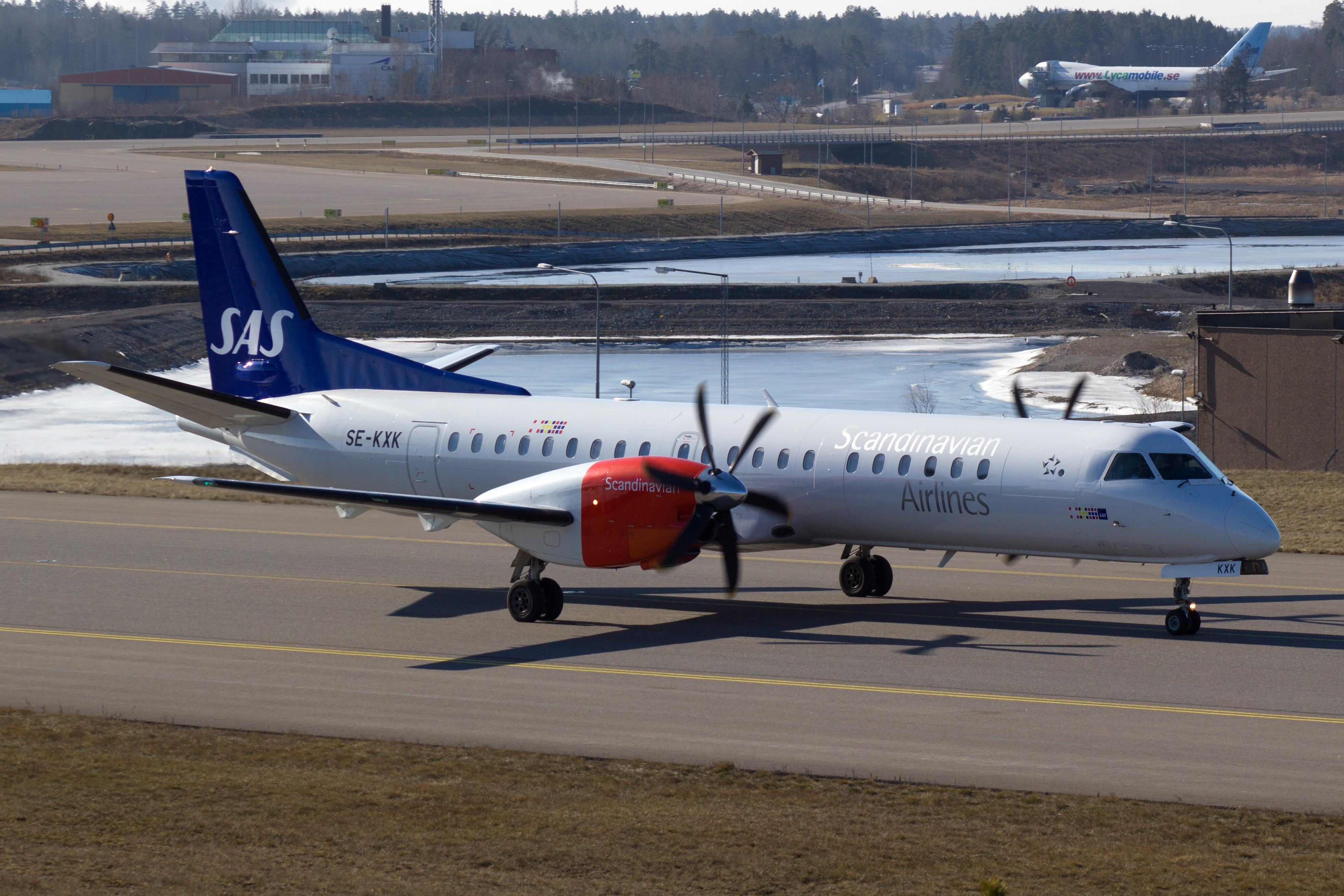
サーブ 2000
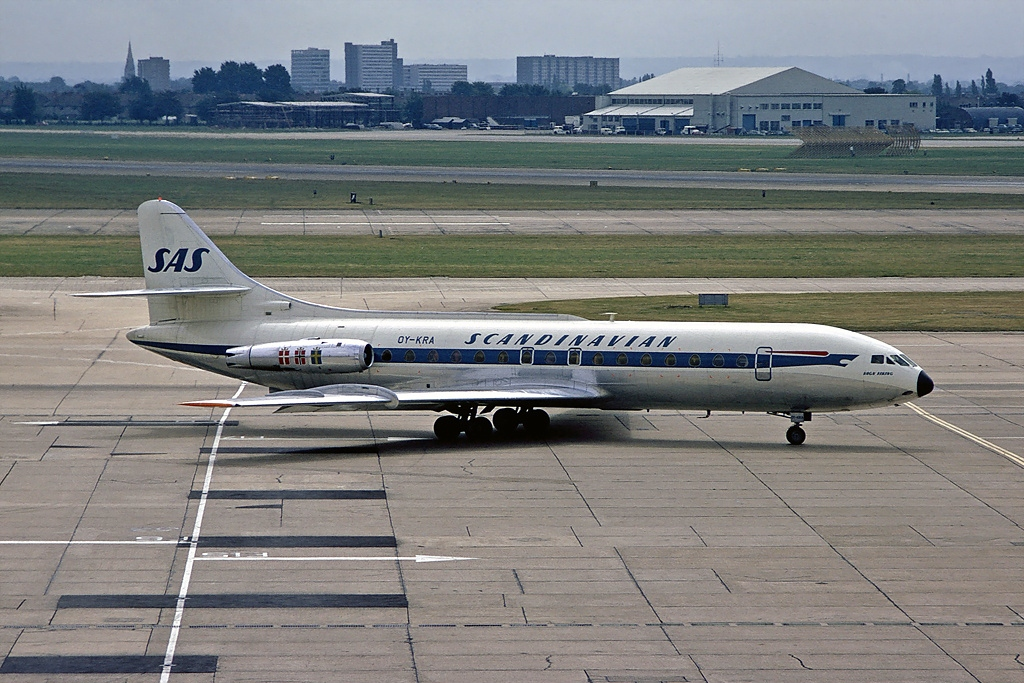
シュド・カラベル

## 就航都市
| 国             | 就航都市 |
| -------------- | --- |
| スウェーデン   | イェーテボリ、ヘルシンボリ、カルマル、キルナ、ルレオ、マルメ、エルンシェルツビク、エステルスンド、ロネビー、シェレフテオ、ストックホルム、サンズヴァル、ウメオ、ベクショー                                               |
| デンマーク     | オールボー、オーフス、コペンハーゲン |
| ノルウェー     | オーレスン、アルタ、バルドーフォス、ベルゲン、ボードー、ハルスター、ハウゲスン、ヒルケネス、クリスチャンサン、クリスチャンスン、ラクセルブ、モルデ、オスロ、スタヴァンゲル、トロムソ、トロンハイム、ロングイェールビーン |
| オーストリア   | ウィーン |
| ベルギー       | ブリュッセル |
| クロアチア     | スプリト |
| チェコ         | プラハ |
| エストニア     | タリン |
| フィンランド   | ヘルシンキ、タンペレ、トゥルク |
| フランス       | リヨン、ニース、パリ |
| ドイツ         | ベルリン、デュッセルドルフ、フランクフルト、ハンブルク、ハノーファー、ミュンヘン、ニュルンベルク、シュトゥットガルト |
| ギリシャ       | アテネ |
| ハンガリー     | ブダペスト |
| アイルランド   | ダブリン |
| アイスランド   | レイキャビク |
| イタリア       | ボローニャ、ミラノ（リナーテ・マルペンサ）、ナポリ、ローマ、ヴェネツィア |
| ラトビア       | リガ |
| リトアニア     | パランガ |
| ルクセンブルク | ルクセンブルク |
| オランダ       | アムステルダム |
| ポーランド     | グダニスク、ポズナン、ワルシャワ |
| スペイン       | マドリード、バルセロナ |
| ポルトガル     | リスボン |
| スイス         | ジュネーヴ、チューリッヒ |
| イギリス       | アバディーン バーミンガム ロンドン（シティ空港・ガトウィック空港・ヒースロー空港） マンチェスター |
| アメリカ合衆国 | シカゴ、ニューアーク、ワシントンD.C.、ロサンゼルス、サンフランシスコ、マイアミ、ボストン、シアトル |
| 日本           | 東京/羽田 |
| 中国           | 北京/首都 、上海/浦東 |
| 香港           | 香港 |
| インド         | ムンバイ(2026年6月2日より就航予定) |

## 日本との関係

### 運航便
機材などは変更となる場合があるので、公式サイトを参照。
| 便名      | 路線      | 路線           | 機材             |
| --------- | --------- | -------------- | ---------------- |
| SK983/984 | 東京/羽田 | コペンハーゲン | エアバスA350-900 |

### 歴史
- 第二次世界大戦後まもない時期に日本への乗り入れを開始した航空会社の一つで、1951年4月にバンコク線を延伸させる形で、東京/羽田-ストックホルム線を開設した。当時は片道55時間をかけていた[23][24]。
- 1957年、ストックホルムからコペンハーゲン発着に変更した。また、ダグラスDC-7でアンカレッジを経由し、世界初の北極ルートでの運航を開始した[23]。
- 1971年4月3日から、シベリア上空を通過し、モスクワ経由での運航を開始した[23]。
- 1978年、成田空港開港に伴い、羽田発着だったコペンハーゲン線を成田発着に移管した。
- 1987年9月1日から、直行便の運航を開始した[23]。
- 1996年からはボーイング 747Fをリースして関西国際空港からヨーテボリへの貨物路線の運航を開始した。
- 2002年2月2日から、エアバスA340-300型機で日本路線を運航。
- 2021年7月10月、成田発着のコペンハーゲン線を羽田空港発着に再び移管し、43年ぶりに羽田-コペンハーゲン線に再就航した[25][23]。使用機材はエアバスA330-300。羽田空港再就航は当初、2020年夏ダイヤの予定だったが、コロナウイルスによるパンデミックで就航が遅れた。
- 2021年8月から、羽田線に最新鋭のエアバスA350-900を投入。

### その他
TBS系にて1990年まで放映されていた「兼高かおる世界の旅」の番組後期の協賛スポンサーであったことも知られている（初期はパンアメリカン航空が協賛していた。）。なおヴァイキングの本場、北欧にふさわしく全機に「○○ Viking」と伝統的にバイキングの英雄の名を愛称として名づけている。

## サービス
長距離路線ではビジネスクラス『SAS Business』、プレミアムエコノミークラス『SAS Plus』、エコノミークラス『SAS Go』の3クラス制。ヨーロッパ域内とスカンジナビア国内線では、全席エコノミークラスで運航される。長距離路線には、最新の機内エンターテイメントシステムを搭載している。2015年より順次、長距離路線のビジネスクラスをフルフラットシートに更新するなど、全クラスで大規模なリニューアルを行なう。
また、B737-800で運航されている路線には機内インターネット接続サービス「Wi-Fi」が搭載されており、プレミアムエコノミークラス利用者とマイレージサービス「ユーロボーナス」会員は無料で利用できる。
機内食は、国内線・国際線問わず提供され、国内線の一部はコーヒーと紅茶が無料で提供されるほか、機内販売を利用してスナック類などの購入が可能である。

### ユーロボーナス
ユーロボーナス(EuroBonus)とはスカンジナビア航空のマイレージサービスである。
2024年8月31日までは全日本空輸やルフトハンザドイツ航空、ユナイテッド航空などのスターアライアンス加盟各社、同年9月1日以降はデルタ航空やエールフランス‐KLM、大韓航空などのスカイチーム加盟各社及びスカンジナビア航空グループ各社に加え、カンタス航空やエア・ワンなどの提携航空会社の搭乗でマイルを取得出来る。
また、提携ホテルやクレジットカードの利用でもマイルを取得する事が出来る。
かつては、ノルウェー政府およびスウェーデン政府の命令により、「ノルウェー国内線全線」及び「スウェーデン国内線で他社と競合になっている路線」でマイルの付与を禁じられていたが、スウェーデンは2009年2月1日、ノルウェーも2013年5月21日に命令を撤回したため、今日ではSASが運航する全線でマイル取得が可能となっている。
なお、両国当局はスカンジナビア航空と提携しているマイレージサービスを運営している他航空会社にも同様の要請をしていたため、従って規制対象となる路線については提携他社のマイレージサービスでもマイルの取得が出来ない事となっていた。

## 事故
スカンジナビア航空では、以下の通りに事故がたびたび発生している。

1948年7月4日、ロンドンのノースウッド上空でRAFノーソルト基地へ向かっていたスカンジナビア航空のDC-6とイギリス空軍のアブロ ヨーク C.1が空中衝突し両機とも墜落、スカンジナビア航空の乗員乗客32人とイギリス空軍の乗員乗客7人の計39人全員が死亡した。スカンジナビア航空にとって創業以来初の重大事故である。

1960年1月19日、エセンボーア国際空港へ向かっていたスカンジナビア航空871便（シュド・カラベル）が空港へのアプローチ中に墜落し、乗員乗客42人全員が死亡した。

1991年12月27日、ストックホルム・アーランダ空港から離陸直後のスカンジナビア航空751便（マクドネル・ダグラス MD-81）が翼に付着していた氷を両エンジンが吸い込み、ゴットゥローラの平原に不時着。乗員乗客123人のうち100人が負傷したが、幸い死者は出なかった。

2001年10月8日、ミラノ・リナーテ空港を離陸滑走中のスカンジナビア航空686便（マクドネル・ダグラス MD-87）が濃霧のため滑走路に誤進入したAir Evexのセスナ機（セスナ サイテーション CJ2）と衝突した。セスナ機は大破し、686便は滑走路脇のハンガーに激突。2機の乗員乗客全員とハンガーにいた4人を含む118人が死亡した。
2007年9月9日に1209便が、三日後の9月12日に2748便が着陸ギアの問題で胴体着陸を起こした。どちらの事故もボンバルディア社製デ・ハビランド・カナダ DHC-8-Q400であった。事故後スカンジナビア航空は同型機の運航を全面的に取り止めた。
2013年5月2日、ニューアーク・リバティー国際空港にて、離陸準備をしていたスカンジナビア航空908便(エアバスA330型機)とユナイテッド・エクスプレス航空4226便(エンブラエル145型機)が誘導路で衝突、両機は大きな損傷を負った。

## 系列航空会社、子会社
完全子会社は以下の2社。
- ヴィデロー航空（ノルウェー国内線、スタヴァンゲルーインヴァネスの国際線など。）
- Blue1（フィンランド国内線国際路線）

資本関係のある系列会社は以下のとおり。
- エストニアン・エア（エストニアのフラッグ・キャリア）
- エア・グリーンランド（グリーンランドのフラッグ・キャリア）